# Bahnstrecke Frankfurt am Main–Heidelberg
| Strecke von rechts (im Tunnel) |                        | City-Tunnel vom Südbf und von Offenbach                    | City-Tunnel vom Südbf und von Offenbach                    |
| S-Bahnhof (im Tunnel) |                        | Frankfurt (Main) Hbf (tief) (seit 1978)                    | Frankfurt (Main) Hbf (tief) (seit 1978)                    |
| Tunnelende · Kopfbahnhof Streckenanfang · Kopfbahnhof Streckenanfang | 0,000                  | Frankfurt (Main) Hbf (seit 1888)                           | Frankfurt (Main) Hbf (seit 1888)                           |
| Abzweig geradeaus und nach rechts · Strecke · Strecke · Strecke |                        | Homburger Bahn zum Westbf                                  | Homburger Bahn zum Westbf                                  |
| Strecke nach rechts · Strecke · Strecke · Strecke |                        | Main-Lahn-Bahn nach Frankfurt-Höchst                       | Main-Lahn-Bahn nach Frankfurt-Höchst                       |
| Strecke quer · Strecke nach rechts · Strecke · Strecke |                        | Mainbahn nach Mainz                                        | Mainbahn nach Mainz                                        |
| Strecke quer · Abzweig quer und von links · Abzweig geradeaus und nach rechts · Strecke |                        | Main-Weser-Bahn nach Gießen                                | Main-Weser-Bahn nach Gießen                                |
| Strecke von rechts · Strecke · Strecke · Strecke |                        | Güterstrecke von Frankfurt Hgbf                            | Güterstrecke von Frankfurt Hgbf                            |
| Kreuzung geradeaus oben · Kreuzung geradeaus oben · Kreuzung geradeaus oben · Strecke nach rechts | 1,088                  | Taunusbahn nach Frankfurt-Höchst                           | Taunusbahn nach Frankfurt-Höchst                           |
| Kreuzung geradeaus oben · Kreuzung geradeaus oben · Kreuzung geradeaus oben | 1,223                  | Städtische Verbindungsbahn Frankfurt am Main               | Städtische Verbindungsbahn Frankfurt am Main               |
| Strecke nach links · Kreuzung · Abzweig geradeaus und von rechts | 1,479                  | Frankfurt Main-Neckar-Brücke (Abzw)                        | Frankfurt Main-Neckar-Brücke (Abzw)                        |
| Brücke über Wasserlauf · Brücke über Wasserlauf | 1,803                  | Main-Neckar-Brücke                                         | Main-Neckar-Brücke                                         |
| Brücke · Brücke | 2,678                  | B 43, Kennedyallee                                         | B 43, Kennedyallee                                         |
| Abzweig geradeaus und von links · Abzweig quer und nach links |                        | Frankfurt-Bebraer Eisenbahn nach Frankfurt Süd             | Frankfurt-Bebraer Eisenbahn nach Frankfurt Süd             |
| Strecke · Strecke von links |                        | S-Bahn-Strecke von Frankfurt Süd                           | S-Bahn-Strecke von Frankfurt Süd                           |
| Verschwenkung nach links · Verschwenkung nach links · Verschwenkung nach rechts (Strecke außer Betrieb) |                        | urspr. Streckenführung (s. u.)                             | urspr. Streckenführung (s. u.)                             |
| Dienststation / Betriebs- oder Güterbahnhof · Strecke | 3,732                  | Frankfurt-Louisa                                           | Frankfurt-Louisa                                           |
| Strecke · S-Bahnhof | 57,526 00,000          | Frankfurt-Louisa S-Bahn                                    | Frankfurt-Louisa S-Bahn                                    |
| Abzweig geradeaus und nach rechts · Strecke |                        | Verbindungsstrecke nach Frankfurt-Niederrad                | Verbindungsstrecke nach Frankfurt-Niederrad                |
| Kreuzung geradeaus unten · Kreuzung geradeaus unten | 58,100 04,300          | Frankfurt Stadion–Frankfurt Süd                            | Frankfurt Stadion–Frankfurt Süd                            |
| Abzweig quer und ehemals von rechts · Abzweig geradeaus und von rechts · Strecke |                        | Verbindungsstrecke von Frankfurt Stadion                   | Verbindungsstrecke von Frankfurt Stadion                   |
| Strecke von links (außer Betrieb) · Abzweig geradeaus und nach rechts (Strecke außer Betrieb) · Strecke · Strecke |                        | Regionaltangente West von Frankfurt Stadion (geplant)      | Regionaltangente West von Frankfurt Stadion (geplant)      |
| Strecke (außer Betrieb) · Abzweig ehemals geradeaus und von links · Kreuzung geradeaus unten · Strecke nach rechts | 59,524 05,700          | (Überwerfungsbauwerk)                                      | (Überwerfungsbauwerk)                                      |
| Strecke mit Straßenbrücke (Strecke außer Betrieb) · Strecke mit Straßenbrücke · Strecke mit Straßenbrücke | 60,060 6,272           | A 3                                                        | A 3                                                        |
| Strecke (außer Betrieb) · Strecke · Dienststation / Betriebs- oder Güterbahnhof · Kopfbahnhof Streckenanfang | 7,179                  | Neu-Isenburg (ehem. Autoreisezug)                          | Neu-Isenburg (ehem. Autoreisezug)                          |
| Haltepunkt / Haltestelle (Strecke außer Betrieb) · S-Bahn-Halt · Strecke · Strecke | 60,969 00,000          | Neu-Isenburg Hp (Hp Üst)                                   | Neu-Isenburg Hp (Hp Üst)                                   |
| Abzweig geradeaus und von links (Strecke außer Betrieb) · Abzweig geradeaus und ehemals nach rechts · Strecke · Strecke |                        |                                                            |                                                            |
| Strecke nach links (außer Betrieb) · Kreuzung Streckenanfang und quer (Querstrecke außer Betrieb) (im Tunnel) · Kreuzung mit Tunnelstrecke (Querstrecke außer Betrieb) · Kreuzung Streckenende und quer (Querstrecke außer Betrieb) (im Tunnel) · Strecke von rechts (außer Betrieb) |                        | Kreuzungsbauwerk (geplant)                                 | Kreuzungsbauwerk (geplant)                                 |
| Strecke · Strecke · Abzweig geradeaus und ehemals von links · Abzweig geradeaus und nach rechts (Strecke außer Betrieb) |                        | RTW über Dreieichbahn nach Dreieich-Buchschlag             | RTW über Dreieichbahn nach Dreieich-Buchschlag             |
| Strecke · Dienststation / Betriebs- oder Güterbahnhof · Dienststation / Betriebs- oder Güterbahnhof · Strecke (außer Betrieb) | 7,700                  | Neu-Isenburg ARZ (Bft)                                     | Neu-Isenburg ARZ (Bft)                                     |
| Strecke · Strecke · Abzweig geradeaus und ehemals nach links · Abzweig quer und nach links (Strecke außer Betrieb) |                        | Stichstrecke nach Neu-Isenburg Stadt (ehem./gepl.)         | Stichstrecke nach Neu-Isenburg Stadt (ehem./gepl.)         |
| S-Bahn-Halt · Strecke · Strecke | 64,368 00,000          | Dreieich-Buchschlag Hp                                     | Dreieich-Buchschlag Hp                                     |
| Strecke · Dienststation / Betriebs- oder Güterbahnhof · Bahnhof | 10,689                 | Dreieich-Buchschlag                                        | Dreieich-Buchschlag                                        |
| Bahnübergang · Bahnübergang · Bahnübergang | 64,500 10,719          | Forstweg/Buchschlager Allee, L 3262                        | Forstweg/Buchschlager Allee, L 3262                        |
| Strecke · Strecke · Strecke nach links |                        | Dreieichbahn nach Ober-Roden                               | Dreieichbahn nach Ober-Roden                               |
| S-Bahn-Halt · Strecke | 66,310 00,000          | Langen Flugsicherung                                       | Langen Flugsicherung                                       |
| Strecke mit Straßenbrücke · Strecke mit Straßenbrücke |                        | B 486, Umgehung Langen (B 486n)                            | B 486, Umgehung Langen (B 486n)                            |
| S-Bahnhof · Bahnhof | 67,617 13,825          | Langen (Hess)                                              | Langen (Hess)                                              |
| Strecke mit Straßenbrücke · Strecke mit Straßenbrücke |                        | B 486                                                      | B 486                                                      |
| Strecke nach links · Kreuzung geradeaus oben · Strecke von rechts | 69,700 15,900          | (Überwerfungsbauwerk)                                      | (Überwerfungsbauwerk)                                      |
| ehemaliger Bahnhof · S-Bahn-Halt | 70,345 00,000          | Egelsbach (Hp Üst)                                         | Egelsbach (Hp Üst)                                         |
| Strecke · S-Bahn-Halt | 72,407 00,000          | Erzhausen Hp (Hp Üst)                                      | Erzhausen Hp (Hp Üst)                                      |
| Bahnübergang · Bahnübergang | 72,400 18,649          | BÜ Bahnstraße                                              | BÜ Bahnstraße                                              |
| Dienststation / Betriebs- oder Güterbahnhof · Strecke | 18,614                 | Erzhausen                                                  | Erzhausen                                                  |
| Strecke · S-Bahn-Halt | 74,698 00,000          | Darmstadt-Wixhausen                                        | Darmstadt-Wixhausen                                        |
| Kilometer-Wechsel · Strecke | 21,8+102,6522,9+00,00  | Überlänge 2,65 m                                           | Überlänge 2,65 m                                           |
| Strecke mit Straßenbrücke · Strecke mit Straßenbrücke |                        | B 3 (B 3n)                                                 | B 3 (B 3n)                                                 |
| Strecke · ehemaliger Bahnhof | 22,0                   | Arheilgen                                                  | Arheilgen                                                  |
| Dienststation / Betriebs- oder Güterbahnhof · S-Bahnhof | 76,614 23,513          | Darmstadt-Arheilgen                                        | Darmstadt-Arheilgen                                        |
| ehemalige Blockstelle · Strecke |                        | Bk Birnbaum                                                | Bk Birnbaum                                                |
| Strecke von links · Strecke quer · Abzweig geradeaus und nach rechts · Abzweig geradeaus und nach links |                        | nach Aschaffenburg, nach Erbach                            | nach Aschaffenburg, nach Erbach                            |
| Kreuzung geradeaus oben · Strecke quer · Abzweig geradeaus und von rechts · Strecke |                        | Rhein-Main-Bahn von Groß-Gerau (Gegenrichtungsgleis)       | Rhein-Main-Bahn von Groß-Gerau (Gegenrichtungsgleis)       |
| Kreuzung geradeaus oben · Strecke quer · Kreuzung geradeaus oben · Kreuzung geradeaus oben | 78,630 00,000          | Güterstrecke Groß-Gerau–Aschaffenburg                      | Güterstrecke Groß-Gerau–Aschaffenburg                      |
| Kreuzung geradeaus oben · Strecke von rechts · Strecke · Strecke |                        | Rhein-Main-Bahn von Groß-Gerau (Richtungsgleis)            | Rhein-Main-Bahn von Groß-Gerau (Richtungsgleis)            |
| Brücke · Brücke · Brücke · Brücke |                        | B 3, B 42                                                  | B 3, B 42                                                  |
| |                        |                                                            |                                                            |
| Strecke · Abzweig geradeaus und von links · Kreuzung geradeaus oben · Kreuzung geradeaus oben |                        | Rhein-Main-Bahn von Aschaffenburg, Odenwaldbahn von Erbach | Rhein-Main-Bahn von Aschaffenburg, Odenwaldbahn von Erbach |
| |                        |                                                            |                                                            |
| Abzweig geradeaus und von links · Strecke nach rechts und von links · Strecke nach rechts und von links · Kreuzung rechts (Strecke geradeaus außer Betrieb) |                        | Güterstrecke von Darmstadt-Kranichstein                    | Güterstrecke von Darmstadt-Kranichstein                    |
| Strecke · Strecke · Strecke · Dienststation / Betriebs- oder Güterbahnhof (Strecke außer Betrieb) |                        | Darmstadt Güterbahnhof                                     | Darmstadt Güterbahnhof                                     |
| Dienststation / Betriebs- oder Güterbahnhof · Dienststation / Betriebs- oder Güterbahnhof · Dienststation / Betriebs- oder Güterbahnhof · Strecke (außer Betrieb) | 80,400 26,600          | Darmstadt Gbf (Bft)                                        | Darmstadt Gbf (Bft)                                        |
| Bahnhof · Bahnhof · S-Bahnhof · Strecke (außer Betrieb) | 81,556 27,727          | Darmstadt Hbf                                              | Darmstadt Hbf                                              |
| Strecke · Abzweig geradeaus und von links · Strecke nach rechts · Bahnhof (Strecke außer Betrieb) |                        | Main-Neckar-Bahnhof (bis 1912)                             | Main-Neckar-Bahnhof (bis 1912)                             |
| Strecke · Kilometer-Wechsel · Strecke (außer Betrieb) | 28,0+173,128,1+046,8   | Kilometrierungssprung Strecke 3605 (W 333)                 | Kilometrierungssprung Strecke 3605 (W 333)                 |
| Strecke mit Straßenbrücke · Strecke mit Straßenbrücke · Strecke mit Straßenbrücke (Strecke außer Betrieb) |                        | Rheinstraße, B 26                                          | Rheinstraße, B 26                                          |
| Abzweig nach links und nach rechts · Abzweig geradeaus und von rechts · Strecke nach halbrechts (außer Betrieb) |                        | Anschlussstrecke                                           | Anschlussstrecke                                           |
| ehemalige Blockstelle · Strecke von halblinks (außer Betrieb) | 29,710                 | Tanne (Bk)                                                 | Tanne (Bk)                                                 |
| Haltepunkt / Haltestelle · Strecke (außer Betrieb) | 29,865                 | Darmstadt Süd                                              | Darmstadt Süd                                              |
| Strecke · Haltepunkt / Haltestelle (Strecke außer Betrieb) |                        | Bessungen (bis 1912)                                       | Bessungen (bis 1912)                                       |
| Strecke nach links · Abzweig ehemals geradeaus und von rechts |                        | ursprüngliche Streckenführung                              | ursprüngliche Streckenführung                              |
| Strecke mit Straßenbrücke | 32,200                 | A 5                                                        | A 5                                                        |
| Dienststation / Betriebs- oder Güterbahnhof | 33,725                 | Darmstadt-Eberstadt Nord (Bft)                             | Darmstadt-Eberstadt Nord (Bft)                             |
| Brücke |                        | B 426                                                      | B 426                                                      |
| Bahnhof | 34,431                 | Darmstadt-Eberstadt                                        | Darmstadt-Eberstadt                                        |
| Abzweig geradeaus und nach rechts |                        | Pfungstadtbahn nach Pfungstadt                             | Pfungstadtbahn nach Pfungstadt                             |
| ehemalige Blockstelle | 37,500                 | Malchen (Bk)                                               | Malchen (Bk)                                               |
| Strecke mit Straßenbrücke | 39,500                 | A 5                                                        | A 5                                                        |
| Abzweig geradeaus und von links |                        | Anschlussstrecke vom Bundeswehr-Depot                      | Anschlussstrecke vom Bundeswehr-Depot                      |
| Dienststation / Betriebs- oder Güterbahnhof | 39,831                 | Bickenbach Nord (Bft)                                      | Bickenbach Nord (Bft)                                      |
| Bahnhof | 40,744                 | Bickenbach (Bergstr)                                       | Bickenbach (Bergstr)                                       |
| Abzweig geradeaus und ehemals nach links |                        | ehem. Strecke nach Seeheim-Jugenheim                       | ehem. Strecke nach Seeheim-Jugenheim                       |
| Haltepunkt / Haltestelle | 42,924                 | Hähnlein-Alsbach                                           | Hähnlein-Alsbach                                           |
| Bahnhof | 44,549                 | Zwingenberg (Bergstr)                                      | Zwingenberg (Bergstr)                                      |
| Bahnhof | 47,164                 | Bensheim-Auerbach                                          | Bensheim-Auerbach                                          |
| Bahnhof | 49,495                 | Bensheim S 6                                               | Bensheim S 6                                               |
| Brücke | 49,876                 | B 47                                                       | B 47                                                       |
| Abzweig geradeaus und nach rechts |                        | Nibelungenbahn nach Worms                                  | Nibelungenbahn nach Worms                                  |
| Kilometer-Wechsel | 51,0 +683,351,2 +037,4 | Kilometersprung                                            | Kilometersprung                                            |
| Brücke | 53,533                 | B 460                                                      | B 460                                                      |
| Abzweig geradeaus und ehemals von rechts |                        | ehem. Nibelungenbahn von Worms                             | ehem. Nibelungenbahn von Worms                             |
| Dienststation / Betriebs- oder Güterbahnhof | 52,978                 | Heppenheim Nord (Bft)                                      | Heppenheim Nord (Bft)                                      |
| Bahnhof | 53,648                 | Heppenheim (Bergstr)                                       | Heppenheim (Bergstr)                                       |
| Wechsel des Eisenbahninfrastrukturunternehmens | 56,000                 | Regionalbereichsgrenze Mitte/Südwest                       | Regionalbereichsgrenze Mitte/Südwest                       |
| Grenze | 56,283                 | Landesgrenze Hessen/Baden-Württemberg                      | Landesgrenze Hessen/Baden-Württemberg                      |
| Haltepunkt / Haltestelle | 57,079                 | Laudenbach (Bergstr)                                       | Laudenbach (Bergstr)                                       |
| Bahnhof | 59,445                 | Hemsbach                                                   | Hemsbach                                                   |
| Haltepunkt / Haltestelle | 61,131                 | Weinheim-Sulzbach                                          | Weinheim-Sulzbach                                          |
| Strecke · Strecke von links |                        | Weschnitztalbahn von Fürth                                 | Weschnitztalbahn von Fürth                                 |
| Brücke über Wasserlauf · Brücke über Wasserlauf | 63,605                 | Neue Weschnitz                                             | Neue Weschnitz                                             |
| Brücke über Wasserlauf · Brücke über Wasserlauf | 63,669                 | Alte Weschnitz                                             | Alte Weschnitz                                             |
| Bahnhof · Bahnhof | 63,771                 | Weinheim (Bergstr) Hbf                                     | Weinheim (Bergstr) Hbf                                     |
| Kreuzung geradeaus unten · Kreuzung geradeaus unten |                        | Oberrheinische Eisenbahn 5                                 | Oberrheinische Eisenbahn 5                                 |
| Kreuzung geradeaus unten (Querstrecke außer Betrieb) · Kreuzung geradeaus unten (Querstrecke außer Betrieb) |                        | Bahnstrecke Mannheim–Weinheim (bis 1912)                   | Bahnstrecke Mannheim–Weinheim (bis 1912)                   |
| Kreuzung geradeaus unten · Strecke nach rechts |                        | Strecke nach Viernheim (stillgelegt)                       | Strecke nach Viernheim (stillgelegt)                       |
| Haltepunkt / Haltestelle | 66,795                 | Weinheim-Lützelsachsen                                     | Weinheim-Lützelsachsen                                     |
| Strecke mit Straßenbrücke | 68,500                 | A 5                                                        | A 5                                                        |
| |                        |                                                            |                                                            |
| Bahnhof | 69,178                 | Heddesheim/Hirschberg (ehem. „Großsachsen-Heddesheim“)     | Heddesheim/Hirschberg (ehem. „Großsachsen-Heddesheim“)     |
| |                        |                                                            |                                                            |
| Bahnhof | 73,845                 | Ladenburg                                                  | Ladenburg                                                  |
| Brücke über Wasserlauf | 74,100                 | Neckarbrücke                                               | Neckarbrücke                                               |
| Kreuzung geradeaus oben (Querstrecke außer Betrieb) | 74,422                 | ehem. Strecke Edingen–Seckenheim                           | ehem. Strecke Edingen–Seckenheim                           |
| Kreuzung geradeaus oben | 76,089                 | Strecke Mannheim–Edingen–Heidelberg, K 4138 5              | Strecke Mannheim–Edingen–Heidelberg, K 4138 5              |
| Bahnhof | 77,063                 | Neu-Edingen/Mhm-Friedrichsfeld                             | Neu-Edingen/Mhm-Friedrichsfeld                             |
| Strecke mit Straßenbrücke | 77,300                 | A 656                                                      | A 656                                                      |
| Abzweig geradeaus und nach rechts |                        | Verbindungsstrecken nach M-Fr Südein/Ausf S 6              | Verbindungsstrecken nach M-Fr Südein/Ausf S 6              |
| Abzweig geradeaus und nach rechts |                        | nach Schwetzingen S 7                                      | nach Schwetzingen S 7                                      |
| Strecke von rechts (außer Betrieb) · Strecke von rechts · Strecke |                        | von Mannheim Hbf S 1S 2S 3S 39S 4                          | von Mannheim Hbf S 1S 2S 3S 39S 4                          |
| Strecke (außer Betrieb) · Strecke · ehemalige Blockstelle |                        | Heidelberg-Wieblingen Schlüssel (Üst)                      | Heidelberg-Wieblingen Schlüssel (Üst)                      |
| Strecke (außer Betrieb) · ehemalige Blockstelle · ehemalige Blockstelle | 80,080                 | Bk Schlüssel                                               | Bk Schlüssel                                               |
| Strecke (außer Betrieb) · Strecke · Abzweig geradeaus und ehemals nach links · Strecke von rechts (außer Betrieb) |                        | Trasse vor ca. 1910                                        | Trasse vor ca. 1910                                        |
| Abzweig geradeaus und von links (Strecke außer Betrieb) · Kreuzung geradeaus oben (Querstrecke außer Betrieb) · Abzweig ehemals geradeaus und nach rechts · Strecke (außer Betrieb)                                                                                                  |                        | höhenfreie Einfädelung                                     | höhenfreie Einfädelung                                     |
| Blockstelle (Strecke außer Betrieb) · Blockstelle · Blockstelle (Strecke außer Betrieb) · Strecke (außer Betrieb) | 83,590                 | Heidelberg-Wieblingen (Abzw)                               | Heidelberg-Wieblingen (Abzw)                               |
| Strecke mit Straßenbrücke (Strecke außer Betrieb) · Strecke mit Straßenbrücke · Strecke mit Straßenbrücke (Strecke außer Betrieb) · Strecke (außer Betrieb) |                        | A 5                                                        | A 5                                                        |
| Strecke (außer Betrieb) · Haltepunkt / Haltestelle · Strecke (außer Betrieb) · Haltepunkt / Haltestelle (Strecke außer Betrieb) | 83,990                 | Heidelberg-Pfaffengrund/Wieblingen                         | Heidelberg-Pfaffengrund/Wieblingen                         |
| Abzweig geradeaus und von links (Strecke außer Betrieb) · Kreuzung geradeaus unten (Querstrecke außer Betrieb) · Strecke nach rechts (außer Betrieb) · Strecke (außer Betrieb) |                        |                                                            |                                                            |
| Strecke (außer Betrieb) · Strecke · Strecke (außer Betrieb) |                        | nach Heidelberg Hbf (seit 1955) S 1S 2S 3S 39S 4S 7        | nach Heidelberg Hbf (seit 1955) S 1S 2S 3S 39S 4S 7        |
| Dienststation / Betriebs- oder Güterbahnhof (Strecke außer Betrieb) · Strecke nach halbrechts (außer Betrieb) | 85,808                 | Heidelberg Rbf                                             | Heidelberg Rbf                                             |
| Strecke nach rechts (außer Betrieb) · Strecke von halblinks (außer Betrieb) |                        | nach HD-Kirchheim/Rohrbach und Königstuhl                  | nach HD-Kirchheim/Rohrbach und Königstuhl                  |
| Abzweig geradeaus und von rechts (Strecke außer Betrieb) |                        | ehem. Strecke von Schwetzingen                             | ehem. Strecke von Schwetzingen                             |
| Dienststation / Betriebs- oder Güterbahnhof (Strecke außer Betrieb) |                        | Heidelberg Gbf                                             | Heidelberg Gbf                                             |
| Abzweig geradeaus und von rechts (Strecke außer Betrieb) |                        | Rheintalbahn aus Bruchsal                                  | Rheintalbahn aus Bruchsal                                  |
| Bahnhof (Strecke außer Betrieb) | 87,870                 | Heidelberg Hbf (alter Kopfbahnhof)                         | Heidelberg Hbf (alter Kopfbahnhof)                         |
| Strecke (außer Betrieb) |                        | Neckartalbahn nach Jagstfeld                               | Neckartalbahn nach Jagstfeld                               |

| Kopfbahnhof Streckenanfang (Strecke außer Betrieb) · Kopfbahnhof Streckenanfang (Strecke außer Betrieb) · Kopfbahnhof Streckenanfang (Strecke außer Betrieb) |  | Frankfurter Westbahnhöfe (bis 1888)             | Frankfurter Westbahnhöfe (bis 1888)             |
| Strecke nach rechts (außer Betrieb) · Strecke nach rechts (außer Betrieb) · Strecke (außer Betrieb)                                                          |  |                                                 |                                                 |
| Kreuzung geradeaus oben (Strecke geradeaus außer Betrieb) |  | Städtische Verbindungsbahn Frankfurt am Main    | Städtische Verbindungsbahn Frankfurt am Main    |
| Brücke über Wasserlauf (Strecke außer Betrieb) |  | alte Main-Neckar-Brücke                         | alte Main-Neckar-Brücke                         |
| Dienststation / Betriebs- oder Güterbahnhof (Strecke außer Betrieb)                                                                                          |  | Mainspitze                                      | Mainspitze                                      |
| Abzweig geradeaus und nach links (Strecke außer Betrieb) |  | zur Frankfurt-Offenbacher Lokalbahn             | zur Frankfurt-Offenbacher Lokalbahn             |
| Kreuzung (Strecke geradeaus außer Betrieb) |  | Frankfurt (Main) Hbf–Göttingen                  | Frankfurt (Main) Hbf–Göttingen                  |
| Strecke nach halbrechts und von links · Kreuzung (Strecke geradeaus außer Betrieb)                                                                           |  | Verbindungskurve Frankfurt Louisa–Frankfurt Süd | Verbindungskurve Frankfurt Louisa–Frankfurt Süd |
| Strecke von halblinks · Strecke von links · Kreuzung (Strecke geradeaus außer Betrieb)                                                                       |  | von Frankfurt (Main) Süd (S-Bahn)               | von Frankfurt (Main) Süd (S-Bahn)               |
| Strecke nach halblinks · Strecke nach links · Kreuzung (Strecke geradeaus außer Betrieb) · Strecke von rechts                                                |  |                                                 |                                                 |
| Strecke quer und von halblinks · Abzweig quer und von halbrechts · Abzweig ehemals geradeaus und von rechts · Strecke                                        |  | heutiger Streckenverlauf (s. o.)                | heutiger Streckenverlauf (s. o.)                |
| Dienststation / Betriebs- oder Güterbahnhof · Strecke |  | Frankfurt-Louisa                                | Frankfurt-Louisa                                |
| Strecke · Bahnhof |  | Frankfurt-Louisa S-Bahn                         | Frankfurt-Louisa S-Bahn                         |
| Abzweig geradeaus und nach rechts · Strecke |  | Verbindungsstrecke nach Frankfurt-Niederrad     | Verbindungsstrecke nach Frankfurt-Niederrad     |
| Strecke · Strecke |  | nach Heidelberg Hbf (s. o.)                     | nach Heidelberg Hbf (s. o.)                     |
| |  |                                                 |                                                 |
| Quellen: |  |                                                 |                                                 |

Die Bahnstrecke Frankfurt am Main–Heidelberg, auch Main-Neckar-Bahn genannt, ist eine der drei Bahnstrecken, die das Rhein-Main-Gebiet mit dem Rhein-Neckar-Raum verbinden. Heute ist sie eine Hauptbahn mit Schienenpersonenfernverkehr, Schienenpersonennahverkehr sowie Güterverkehr. Im Norden ist sie in den Rhein-Main-Verkehrsverbund (RMV) integriert, im Süden in den Verkehrsverbund Rhein-Neckar (VRN).

## Geschichte

### Vorgeschichte
Bereits 1820 beschrieb Ludwig Börne in seinem satirischen Bericht Monographie der deutschen Postschnecke die Langsamkeit einer Reise in der Postkutsche zwischen Frankfurt und Stuttgart. Allein für die erste Etappe zwischen Frankfurt und Darmstadt benötigten die Reisenden 5,5 Stunden – was auch ein Fußgänger zu leisten in der Lage war. Die mit einer Eisenbahn zu erreichende Reisezeitverkürzung war vor diesem Hintergrund betrachtet drastisch.
Überlegungen zu dieser Bahnstrecke reichen bis ins Jahr 1833 zurück, als Friedrich List eine Strecke von Frankfurt am Main über Darmstadt und Mannheim weiter nach „Carlsruh“ und Basel vorschlug. Am 31. Januar 1836 gründete sich in Darmstadt die Darmstädter Eisenbahn-Gesellschaft, deren Ziel der Bau einer  Eisenbahn von Frankfurt und Mainz über Darmstadt nach Mannheim war. Die Sache gedieh recht weit, die drei beteiligten Staaten schlossen dazu am 10. Januar 1838:120–123 einen Staatsvertrag betreffend die Main-Neckar-Bahn, und die projektierte Streckenführung wurde im Sommer 1838 vermessen. Die Regierungen waren bereit, der Darmstädter Eisenbahn-Gesellschaft eine entsprechende Konzession zu erteilen, falls die Gesellschaft das für erforderlich gehaltene Grundkapital von 6 Mio. Gulden bis zum Ende des Jahres 1841 aufbringe.:14 Das aber scheiterte, und so löste sich die Darmstädter Eisenbahn-Gesellschaft zum Ende des Jahres 1841 auf.:16f

### Voraussetzungen

#### Organisation

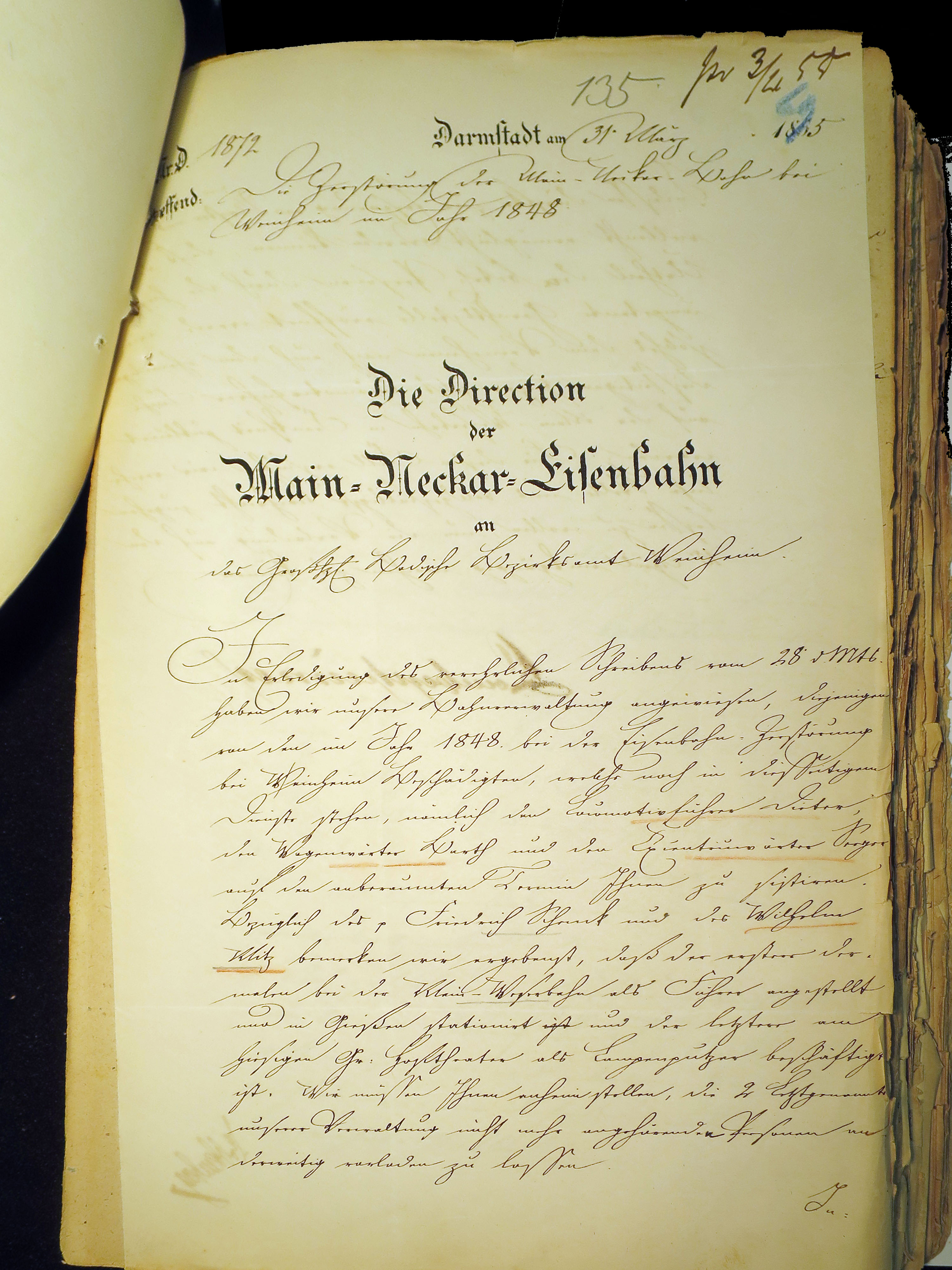
Briefkopf eines Schreibens der Direktion der MNB

Die zweite Initiative ging von den drei durch die Strecke berührten Staaten aus. Deren Regierungen erkannten, dass sie gegenüber Nachbarstaaten ins Hintertreffen gerieten, falls sie nicht für eine zeitgemäße Infrastruktur sorgten. So wurde am 25. März 1843 ein neuer Staatsvertrag über den Bau der Bahn geschlossen. Er sah den Bau und Betrieb der Strecke als Kondominalbahn – eine gemeinsame Staatsbahn der beteiligten drei Staaten – vor und gründeten dafür die Main-Neckar-Eisenbahn-Gesellschaft (MNB).

#### Streckenführung
Im Unterschied zum ersten Ansatz konzipierten die Planer die Main-Neckar-Eisenbahn nun sehr viel mehr als Teil eines übergreifenden Netzes, denn inzwischen waren im Umfeld der Endpunkte der Strecke bereits Eisenbahnen in Betrieb gegangen, deren Betriebsaufnahme unmittelbar bevorstand, oder es gab ganz konkrete Planungen. Dazu zählten die
- Taunus-Eisenbahn (Frankfurt–Wiesbaden, eröffnet 1839/40)
- Badische Hauptbahn im Abschnitt Mannheim–Heidelberg (eröffnet 1840)
- Main-Weser-Bahn (Baubeginn 1846, Eröffnung des Abschnitts nach Frankfurt 1850)
- Frankfurt-Hanauer Eisenbahn (eröffnet 1848)

Dies hatte gegenüber der Planung aus den Jahren von 1838 bis 1841 Änderungen zur Folge. Von besonderer Bedeutung war, dass
- gegenüber der alten Planung der nördliche Endbahnhof der Strecke nicht in Frankfurt-Sachsenhausen am südlichen Mainufer liegen, sondern die Strecke in Frankfurt bis an den – nordmainisch gelegenen – Taunusbahnhof herangeführt werden sollte und
- als Endpunkt nicht mehr eine direkte Verbindung Darmstadt–Mannheim, diagonal durch die relativ dünn besiedelte Oberrheinische Tiefebene, sondern Heidelberg mit einer Linienführung angestrebt wurde, die auch die Siedlungszentren entlang des Odenwaldrandes zwischen Zwingenberg und Weinheim anschloss. Da aber Mannheim die wirtschaftlich bedeutendste Stadt in Nordbaden war, kam es zu dem Kompromiss, dass die Main-Neckar-Eisenbahn ihren Anschlusspunkt an die Badische Hauptbahn in Friedrichsfeld erhielt, das etwa in der Mitte zwischen Mannheim und Heidelberg liegt.

Schwierig erwies sich an einigen Stellen der Geländeerwerb.

#### Spurweitenproblem
Für die Badische Hauptbahn, also auch die bestehende Strecke zwischen Mannheim und Heidelberg, war eine Breitspur von 1600 mm gewählt worden. Baden konnte sich mit dieser Spurweite für die Main-Neckar-Eisenbahn nicht durchsetzen, da inzwischen alle Bahnen und Bahnprojekte in Deutschland Normalspur (1435 mm) zugrunde legten. Der Bahndamm zwischen Mannheim und Heidelberg war von Anfang an für Zweigleisigkeit ausgelegt. Zwischen Friedrichsfeld und Heidelberg war aber für die Badische Hauptbahn zunächst nur ein Gleis verlegt worden. Die badische Eisenbahn verkaufte ihren halben Bahndamm an die MNB, die dort ihr Normalspurgleis verlegte. Zwischen Friedrichsfeld und Mannheim lagen bereits zwei Gleise in badischer Breitspur. Dort nagelte die badische Bahn das nördliche Gleis auf Normalspur um und verpachtete dessen Betrieb an die MNB.:46 Im Bahnhof Mannheim wurden die Bahnsteiggleise und einige für den Verkehr der MNB erforderlichen Betriebsgleise zu Mehrschienengleisen umgebaut.:47

### Bau

#### Vorbereitung
Zunächst setzten die drei Regierungen eine technische Kommission ein, die erstmals am 11. Juni 1843 zusammentrat.:44 Da jeder der drei Staaten seinen Abschnitt selbst errichtete, mussten die technischen Parameter festgelegt werden, damit die drei Teilstücke auch zusammenpassten und später gemeinsam betrieben werden konnten. Das Problem begann schon damit, dass alle drei Staaten unterschiedliche Maß-Systeme hatten. Um kompatibel zu bleiben, einigten sich die Parteien, beim Bahnbau das metrische System anzuwenden. Die Kommission bestand aus Johann Jacob Laubenheimer für Hessen, Vorsitzender der Direktion der Main-Neckar-Eisenbahn-Gesellschaft, Josef Lorenz für Baden, stellvertretender Vorsitzender der Direktion der Main-Neckar-Eisenbahn-Gesellschaft und dem städtischen Frankfurter Oberingenieur Remigius Eyssen.:44, 158 Der badische und der Frankfurter Vertreter in der Kommission waren auch diejenigen, die die Bauleitung für den in ihrem Staat gelegenen Streckenteil hatten. Der sehr viel längere hessische Abschnitt dagegen wurde in vier Bauabschnitte unterteilt.:45 Die Kommission hatte zudem festgelegt, dass die Trasse möglichst in Geraden zu führen sei, unvermeidbare Bögen einen Halbmesser von mindestens 1000 m haben und die maximale Steigung 3,3 ‰ betragen solle.:46

#### Strecke

Kopfzeile des Fahrplans von 1846

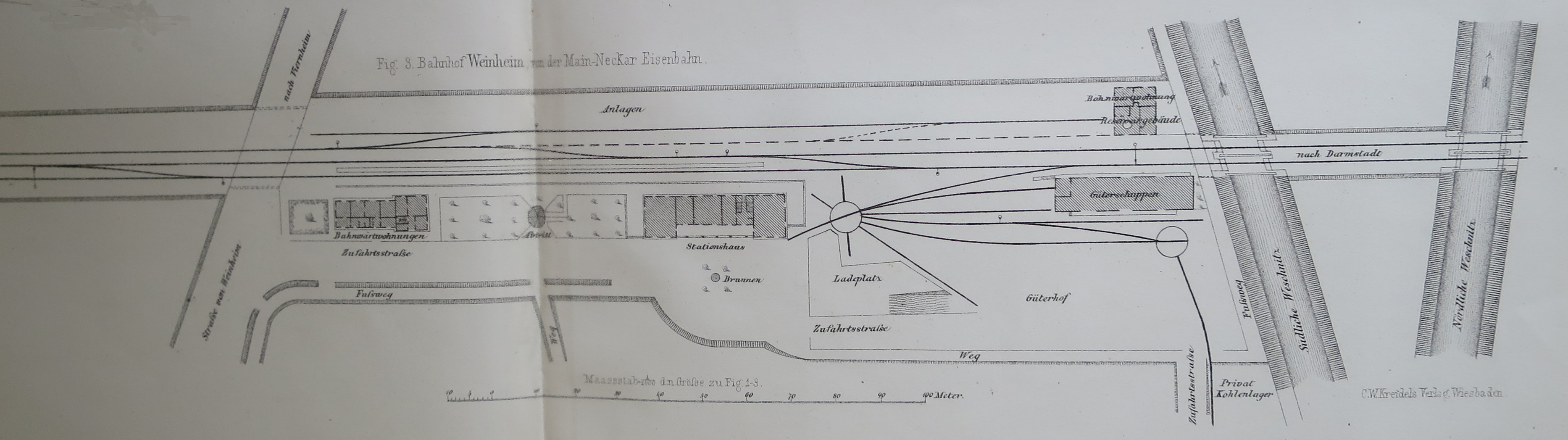
Gleisplan des Bahnhofs Weinheim, 1870

Die Trasse wurde gleich anfangs für zwei Gleise hergerichtet, obwohl zunächst nur das westliche Gleis verlegt wurde. Zweigleisigkeit wurde ab 1860 hergestellt.:82 Die Schienen waren 5 m lang, wurden direkt auf hölzernen Schwellen verlegt und gegen seitliches Verrutschen durch Nägel gesichert. Das Verrutschen in Längsrichtung wurde dadurch verhindert, dass die Schienenenden in Eisenplatten gebettet wurden, so genannte „Stoßplatten“, in die entsprechende Halterungen eingearbeitet waren.:49 Erst ab 1852 wurde dazu übergegangen, die Endstücke mit Laschen zu verbinden.:80 Ab 1858 wurden Schienen von 7,5 m Länge verwendet.:81
Etwa alle 1,5 Kilometer wurden Bahnwärterhäuschen errichtet. Wo diese weiter als 15 Gehminuten vom nächsten Ort entfernt lagen, sahen sie auch eine Dienstwohnung vor. Signaleinrichtungen gab es anfangs nicht. Sie wurden später nachgerüstet.

#### Ingenieurbauten
Da die Bahnstrecke keine erheblichen Höhenunterschiede überwindet, waren nur zwei große Kunstbauten erforderlich:
- die ursprüngliche Main-Neckar-Brücke über den Main in Frankfurt (ab 1891 „Wilhelmsbrücke“, an der Stelle der heutigen Friedensbrücke) und
- die Brücke über den Neckar bei Ladenburg.

Beide Brücken wurden nicht rechtzeitig fertig. Die Frankfurter Brücke konnte erst ab dem 15. November 1848 befahren werden, zuvor wendeten die Züge im Betriebsbahnhof Mainspitze, einer Spitzkehre, und fuhren zum alten Bahnhof Sachsenhausen weiter. Die Ladenburger Neckarbrücke war zunächst ein hölzernes Provisorium, über das die Wagen von Hand geschoben wurden, weil die Lokomotiven für die Brücke zu schwer waren. Dieses Provisorium ersetzte ebenfalls 1848 eine Steinbogenbrücke.
Darüber hinaus waren nur 12 Brücken erforderlich, die größte davon bei Eberstadt mit der Besonderheit, dass das Empfangsgebäude und der Bahnsteig zum Teil auf dem Viadukt standen.
Als Ingenieurbauten kamen eine Reihe von Dämmen in der damals noch recht sumpfigen Rheinebene hinzu, die teilweise mehrere Meter hoch aufgeschüttet werden mussten.:46 Schwierig war der Moorboden zwischen Bensheim und Heppenheim, wo der Bahndamm unter dem eigenen Gewicht einsank und mehrfach wieder erhöht werden musste. Auch nach Betriebsaufnahme gab es Probleme mit Absenkungen, die nur mit großem Aufwand behoben werden konnten.:73

#### Bahnhöfe
Die Bahnhöfe entlang der Strecke wurden zunächst nach betrieblichen Gesichtspunkten geschaffen und ausgestattet. Damals war mindestens alle 25 bis 30 km eine Betriebsstelle erforderlich, die es ermöglichte, die Dampflokomotiven mit Wasser zu versorgen. Diese Grundversorgung leisteten die Bahnhöfe in Frankfurt, Darmstadt, Heppenheim und Heidelberg. Aus Gründen der Sicherheit und weil beim eingleisigen Betrieb zusätzliche Kreuzungsstellen erforderlich waren, sollte aber auch dazwischen noch jeweils eine solche Station vorhanden sein. Aus dieser Überlegung resultierten die Bahnhöfe Langen, Zwingenberg, Weinheim und Ladenburg. Hinzu trat der an der Verzweigung der Strecke Richtung Heidelberg und Mannheim erforderliche Bahnhof.:59 In der Folge wurden weitere Stationen eröffnet, wo ein entsprechender Bedarf vorhanden war.

#### Fahrzeuge

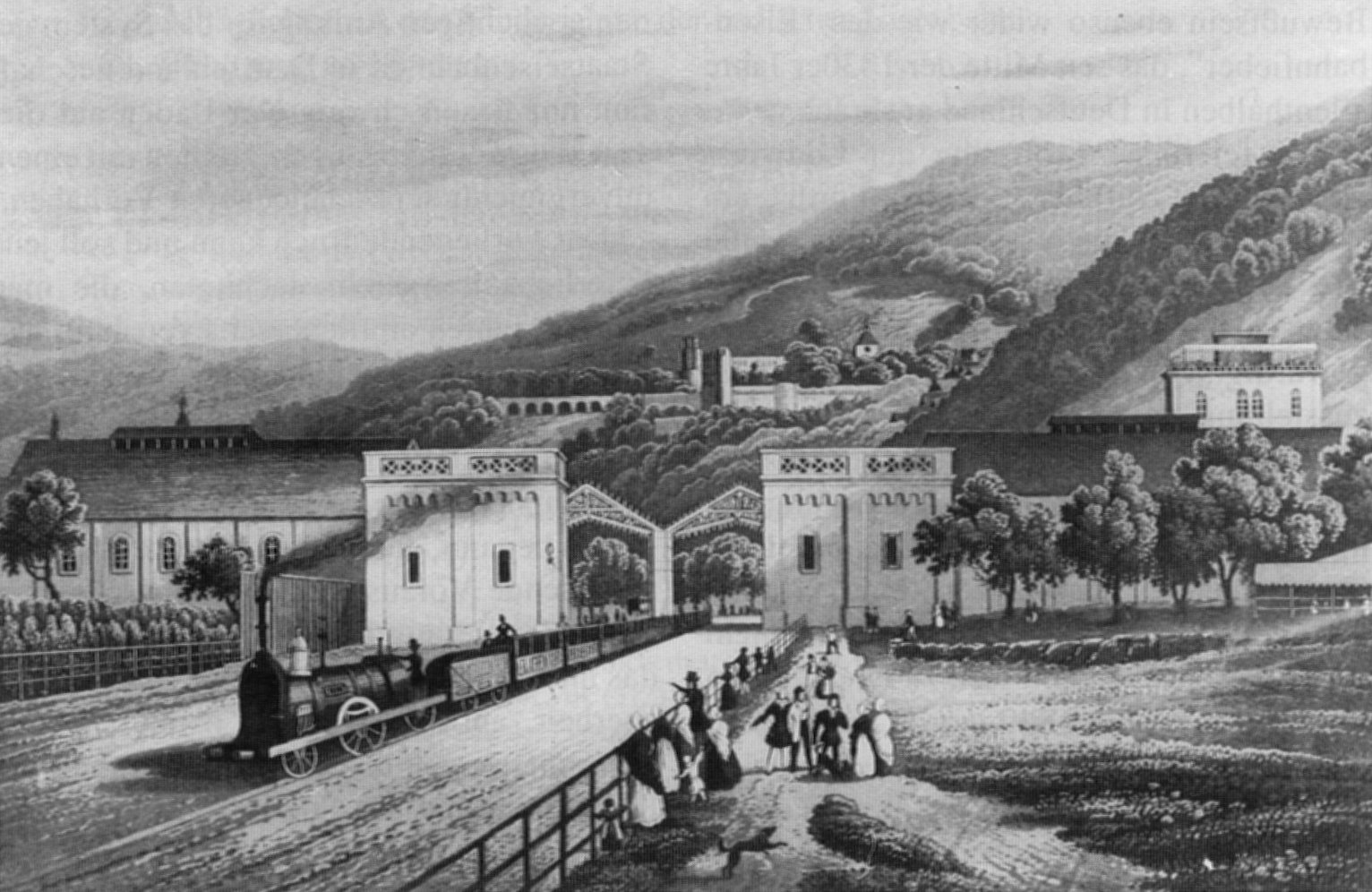
Ein Zug bei der Ausfahrt aus dem alten Heidelberger Bahnhof, 1840

Zur Erstausstattung der Bahn gehörten 18 Lokomotiven. Davon beschaffte Hessen 12 – und zwar 8 von der Lokomotivfabrik Sharp in Manchester (England) und 4 von der Maschinenbau-Gesellschaft Karlsruhe. Die jeweils drei Lokomotiven, die Baden und Frankfurt zu stellen hatten, kamen ebenfalls von der Maschinenbau-Gesellschaft Karlsruhe. Die vereinbarte Zahl von 18 Lokomotiven wurde allerdings erst 1849 erreicht.:79

Lokomotive „Main“ der MNB Maschinenbau-Gesellschaft Karlsruhe (1845)

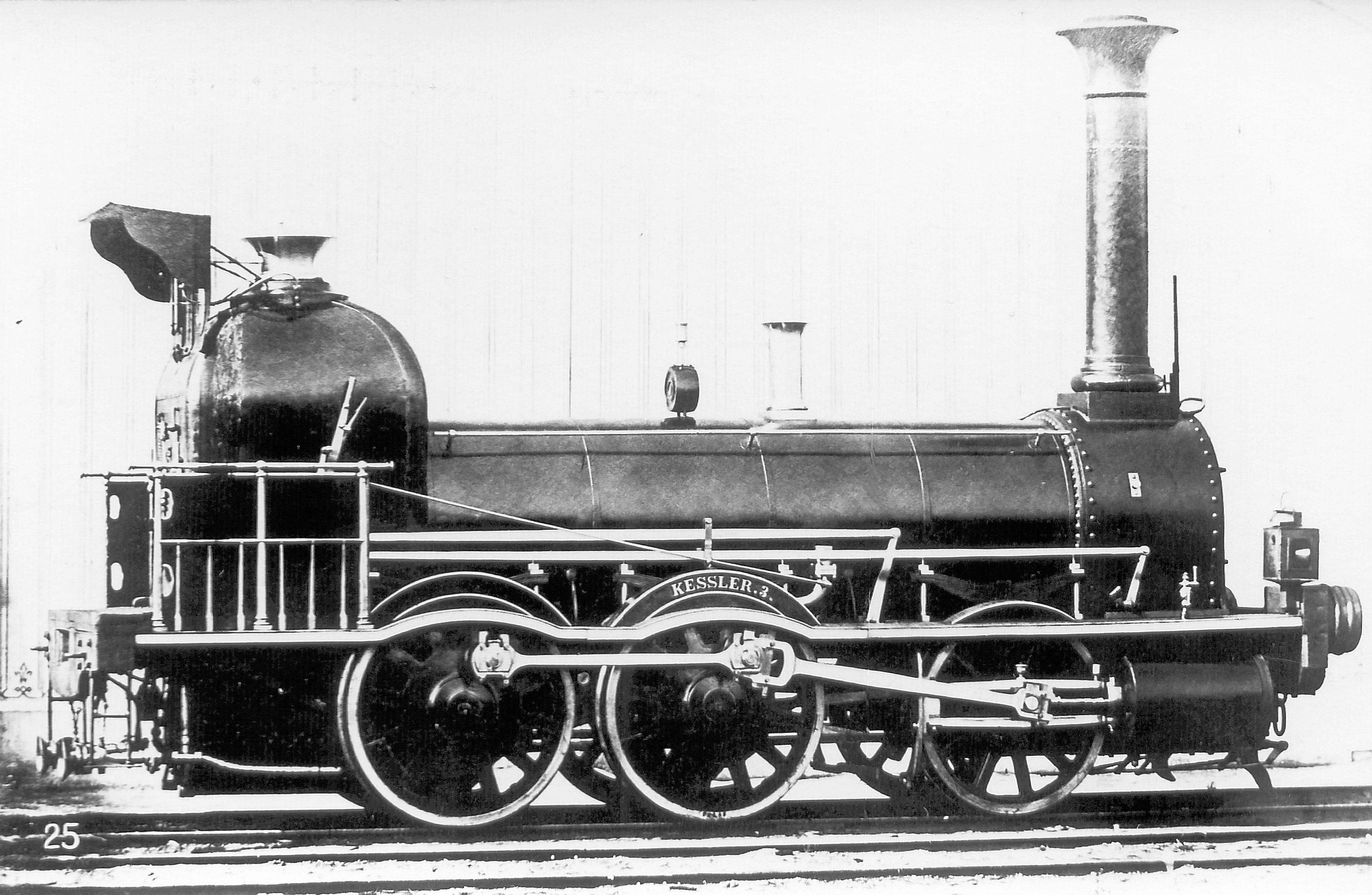
Lokomotive Nr. 3 der MNB von der Maschinenbau-Gesellschaft Karlsruhe (1846)

In den folgenden Jahren wurden immer mehr Lokomotiven beschafft und deren Zahl stieg stetig. Aber erst 1878 wurden in 12 der Maschinen erstmals Geschwindigkeitsmesser eingebaut.:90 1886 waren dann 60 von 64 Lokomotiven der MNB entsprechend ausgerüstet.:93
Zur Erstausstattung der Bahn gehörten weiter 120 Personenwagen (einschließlich 6 Salonwagen und der Gepäckwagen) sowie 132 Güterwagen (einschließlich der Bahnpostwagen). Bei den Personenwagen gab es – entsprechend dem ursprünglichen Angebot von vier Wagenklassen – gemischte Wagen 1. und 2. Klasse, Wagen 3. Klasse und Wagen 4. Klasse. Die Wagen 1. und 2. Klasse waren geschlossen und „Polsterklasse“, die Wagen 3. Klasse waren gedeckt, seitlich aber offen und hatten Holzbänke, die Wagen 4. Klasse ähnelten offenen Güterwagen und hatten nur Stehplätze.:66f

### Betriebsaufnahme

#### Probefahrten und Eröffnung
Am 16. April 1846 fand die erste Probefahrt von Darmstadt nach Langen statt.:63 Die Regierung des Großherzogtums Hessen regelte deshalb noch im Mai 1846 polizeilich, wie sich die Allgemeinheit gegenüber der neuen Technik zu verhalten habe. Am 14. Juni 1846 wurde die Strecke zwischen Heidelberg und der Ladenburger Neckarbrücke testweise befahren. Ab dem 22. Juni 1846 fand kommerzieller Verkehr zwischen Langen und Heppenheim statt; je zwei Zugpaare verkehrten von Darmstadt aus. Das Angebot wurde von Anfang an sehr gut angenommen. Bereits am 28. Juni 1846 verkehrte ein Zug mit mehr als 1000 Fahrgästen in 20 Wagen. Am 26. Juni 1846 verkehrte der Testzug zwischen Langen und Frankfurt-Mainspitze;:63 ab dem 16. Juli 1846 fand dort kommerzieller Verkehr statt. Am 27. Juli 1846 fand dann die erste durchgehende Probefahrt von Frankfurt (Mainspitze) nach Heidelberg erfolgreich statt. In dieser Testphase reisten allein in den beiden letzten Juli-Wochen knapp 24.000 Menschen mit der Bahn.:64
Am 1. August 1846 eröffnete dann die Gesamtstrecke den kommerziellen Betrieb im Personenverkehr.:66 Gleichzeitig ging auch die Strecke Friedrichsfeld–Mannheim in Betrieb.:78 Am 9. August 1847 folgte dann die Aufnahme des Güterverkehrs,:72, 79 zunächst noch in gemischten Zügen;:56 erst ab 1848 fuhren reine Güterzüge. Post wurde seit dem 20. August 1846 befördert.:78 Über die Behelfs-Neckarbrücke bei Ladenburg wurden die Wagen zunächst von Hand geschoben, erst ab dem 9. Oktober 1846 verkehrten dort auch Lokomotiven.:78
Mit Inbetriebnahme der (alten) Main-Neckar-Brücke über den Main in Frankfurt zum dortigen Main-Neckar-Bahnhof am 15. November 1848 war die Main-Neckar-Bahn insgesamt fertig gestellt und befahrbar.

#### Angebot

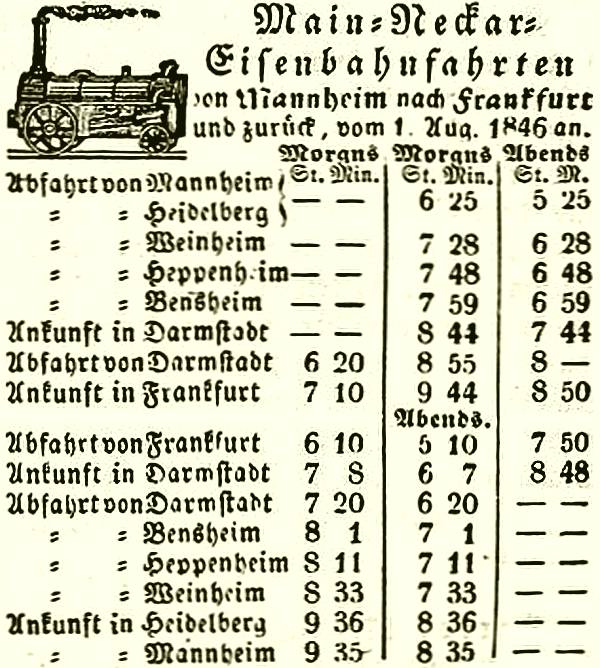
Erster Fahrplan der Gesamtstrecke, 1. August 1846

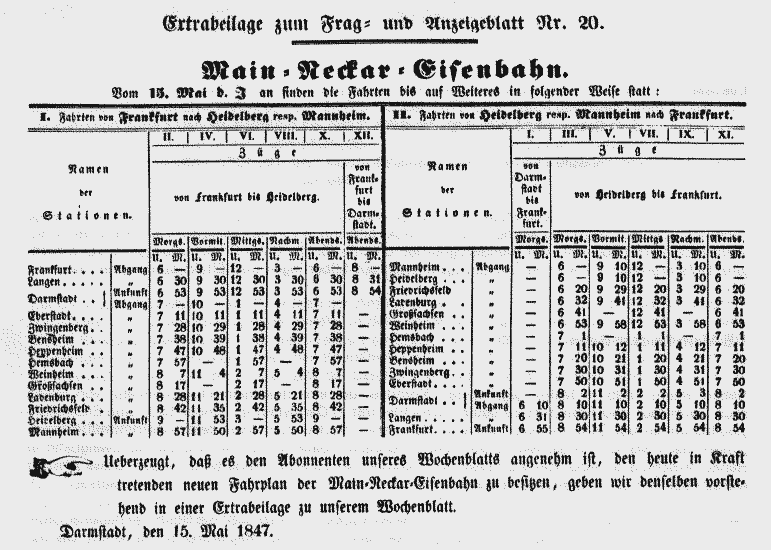
Fahrplan von 1847

Der Fahrpreis betrug für die Gesamtstrecke anfangs in der 1. Klasse 1 Gulden und 6 Kreuzer, in der 2. Klasse 48 Kreuzer, in der 3. Klasse 33 Kreuzer und in der 4. Klasse 21 Kreuzer, die Fahrzeit 3,5 Stunden. 1853 wurde auf die Stehwagen und die 4. Klasse verzichtet, der Fahrpreis für die 3. Klasse dafür etwas erniedrigt.:80
Zugfrequenz – Personenzüge (in Zugpaaren)
| Jahr    | Zahl | Anmerkung                                           |
| ------- | ---- | --------------------------------------------------- |
| 1846    | 2    | Testphase Juni–August:78                            |
| 1846    | 3    | Ab 1. September:78                                  |
| 1847    | 6    | Sommerfahrplan (so auch in den folgenden Jahren):79 |
| 1848    | 4    | Winterfahrplan (so auch in den folgenden Jahren):79 |
| 1871:86 | 7    | zusätzlich 3 Güterzugpaare                          |
| 1889:94 | 28   | 7 davon nur über Teilstrecken                       |
| 1894:96 |      |                                                     |
| 1896    | 27   | 7 davon nur über Teilstrecken:96                    |

#### Wirtschaftliche Auswirkungen
Die Main-Neckar-Eisenbahn führte zu einem wirtschaftlichen Aufschwung an der Bergstraße und im westlichen Odenwald. Darmstadt, Mannheim und Frankfurt wurden erreichbar. Bei der Gesellschaft angestellt zu werden war jedoch schwierig, der Andrang war groß und das Unternehmen konnte auswählen. Nur Männer mit tadellosem Leumund und einwandfreier Gesundheit konnten nach gründlicher Prüfung und Hinterlegung einer größeren Kaution Eisenbahner werden. Wer beispielsweise seine Gesundheit beim Bau der Strecke beeinträchtigt hatte, wurde nicht eingestellt.

### In der Main-Neckar-Eisenbahn-Gesellschaft

#### Allgemeine Entwicklung

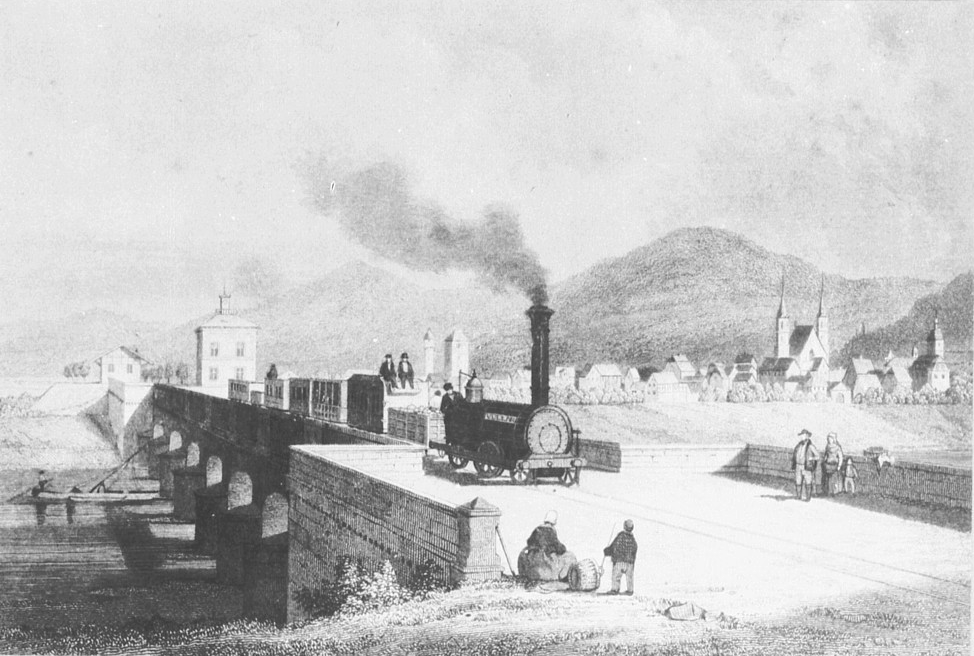
Neckarbrücke bei Ladenburg

1848 wurden sowohl das Nordende der Bahnstrecke (Mainbrücke und Bahnhof in Frankfurt) als auch das Südende (Bahnhof Heidelberg) endgültig fertig gestellt. Noch im gleichen und auch im folgenden Jahr wurde der Bahnverkehr mehrfach durch Ereignisse der Revolution von 1848/1849 unterbrochen. Am spektakulärsten war wohl das Eisenbahnattentat von Weinheim, bei dem am 23. September 1848 bei Weinheim nach einer Sabotage am Oberbau durch Revolutionäre ein Zug entgleiste.:79 Der Verkehr südlich von Heppenheim musste eingestellt werden, ab dem 6./7. Juni 1849 wurde die Strecke ausschließlich für Militärtransporte genutzt, der zivile Verkehr ruhte und konnte erst am 27. Juni 1849 wieder über die gesamte Strecke aufgenommen werden.:79
Ab dem 18. Oktober 1849 fuhren Züge der Frankfurt-Offenbacher Eisenbahn bis in den nordmainischen Main-Neckar-Bahnhof.:79

Am 20. November 1851 wurde die Gleisverbindung zur Main-Weser-Bahn in Frankfurt in Betrieb genommen und ein Jahr später der durchgehende Personenverkehr eröffnet, was der Main-Neckar-Bahn als wichtige Nord-Süd-Achse weitere Bedeutung verlieh.:80

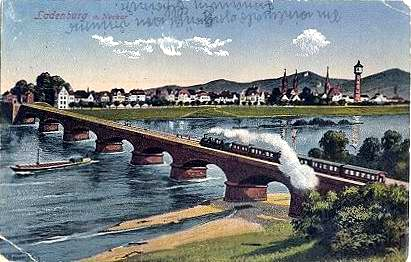
Neckarbrücke bei Ladenburg um 1900

1852 wurde die Strecke mit Telegrafie ausgestattet, zunächst mit zwei Leitungen: Eine Leitung war für den öffentlichen Verkehr bestimmt, die zweite diente bahndienstlichen Zwecken und für Privattelegramme an solche Orte, die kein Staatstelegrafenamt hatten. Die erste Leitung arbeitete mit Morsegeräten, die zweite mit Zeigertelegrafen nach dem System von August Kramer. Letztere wurden 1861 durch Morsegeräte ersetzt.:70 Im gleichen Jahr wurde ein erstes, kleines Teilstück der Strecke zweigleisig: vom Betriebsbahnhof Mainspitze, wo die Frankfurt-Offenbacher Eisenbahn in die Main-Neckar-Bahn einmündete, bis zum Main-Neckar-Bahnhof. Das zweite Gleis diente zunächst ausschließlich den Zügen von und nach Offenbach.:80

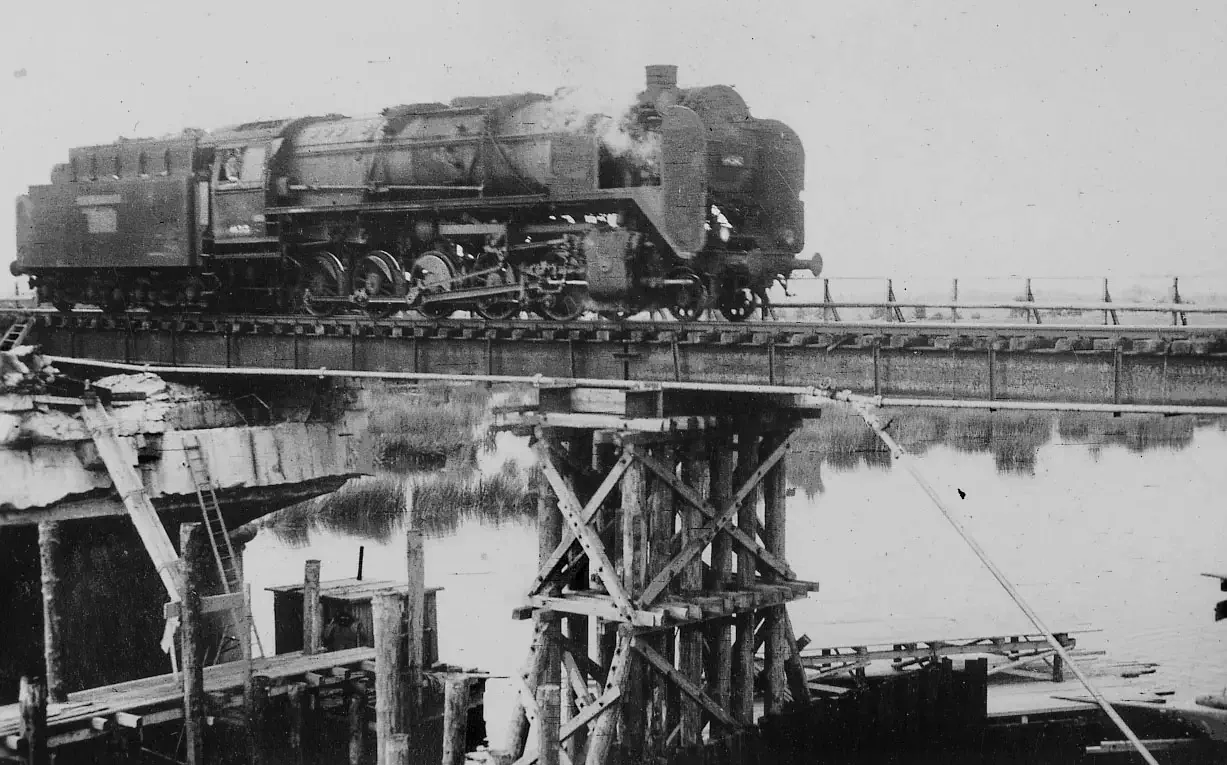
Belastungstest der Notbrücke bei Ladenburg um 1945

1855 spurten die Badischen Staatsbahnen ihr Streckennetz auf Normalspur um. Damit verkehrten nun Kurswagen über die Strecke von Frankfurt nach Kehl, ab 1857 auch nach Basel. Gleichzeitig wurde ein Schnellzugtarif eingeführt, der 20 % auf den Fahrpreis aufschlug.:81
1857 wurden in den Wagen 1./2. Klasse erstmals Fußwärmer als Heizung eingesetzt,:81 ab 1860 wurden die Wagen der 3. Klasse geschlossen und erhielten verglaste Fenster.:82 Die durchgehende Dampfheizung gab es ab 1873.:88
Im Mai 1860 begann der zweigleisige Ausbau,:82 1862 war die gesamte Strecke zweigleisig befahrbar.
1863 erreichte die Hessische Ludwigsbahn (HLB) Frankfurt über die Bahnstrecke Mainz–Frankfurt. Die HLB errichtete dort keinen eigenen Endbahnhof, sondern schloss schon 1862 mit der MNB einen Vertrag über die Mitnutzung des Frankfurter Main-Neckar-Bahnhofs, der dafür ausgebaut wurde.:83>
Während des Krieges von 1866 standen alle drei Staaten, denen die MNB gehörte, auf der Seite des Deutschen Bundes und gegen Preußen. Ab dem 5. Juli 1866 kam es zu Beschränkungen im Bahnverkehr, ab dem 16. Juli 1866 zur abschnittsweisen Einstellung des Verkehrs. Am 18. Juli 1866 sprengte badisches Militär die Brücke über den nördlichen Arm der Weschnitz bei Weinheim, um das Vorrücken des preußischen Militärs zu erschweren. Es dauerte bis zum 5. August 1866, bevor die Gesamtstrecke – mit einem ausgedünnten Fahrplan – wieder befahren wurde.:83
Der Deutsch-Französische Krieg verursachte erneut Verkehrsunterbrechungen: Ab dem 20. Juli 1870 kam es zu Einschränkungen, am folgenden Tag wurde der Güterverkehr und am 24. Juli 1871 auch der Personenverkehr eingestellt. Die Strecke diente nun ausschließlich Militärtransporten. Ab dem 24. August 1871 fand mit stark eingeschränktem Fahrplan wieder öffentlicher Personenverkehr statt. Es dauerte aber bis zum 15. Juli 1871, bevor wieder ein stabiler Fahrplan für den öffentlichen Verkehr, ohne Einschränkungen gefahren werden konnte.:86
Ab 1873 wurden erste Elemente einer technischen Zugsicherung installiert: Läutewerke mit „magnetisch-electrischer Induction“ und zwischengeschalteten „Sprech-Apparaten“ (Telefone).:70 Zum 1. Juli 1876 wurden in allen Bahnhöfen Ausfahrsignale in Betrieb genommen, die mit einer Verriegelung der Weichen gekoppelt waren.:89
1877 beschafften die MNB und die Badische Staatsbahn gemeinsam Schlafwagen, die in die Nachtzüge zwischen Frankfurt und Basel eingestellt wurden.:89 Zwei der Schlafwagen gehörten der MNB.:90 Ab 1894 verkehren hier Schlafwagen der Compagnie Internationale des Wagons-Lits.:90
1878 wurde zwischen den Bahnhöfen Louisa und Neu Isenburg ein drittes Gleis in Betrieb genommen. Es diente dem Verkehr zwischen der Bebraer Eisenbahn in Frankfurt-Sachsenhausen und dem 1877 neu eröffneten, zur Entlastung des Frankfurter Main-Neckar-Bahnhofs angelegten Güterbahnhofs in Neu Isenburg.:90
Ab 1878 wurden nur noch Stahlschienen verbaut.:90

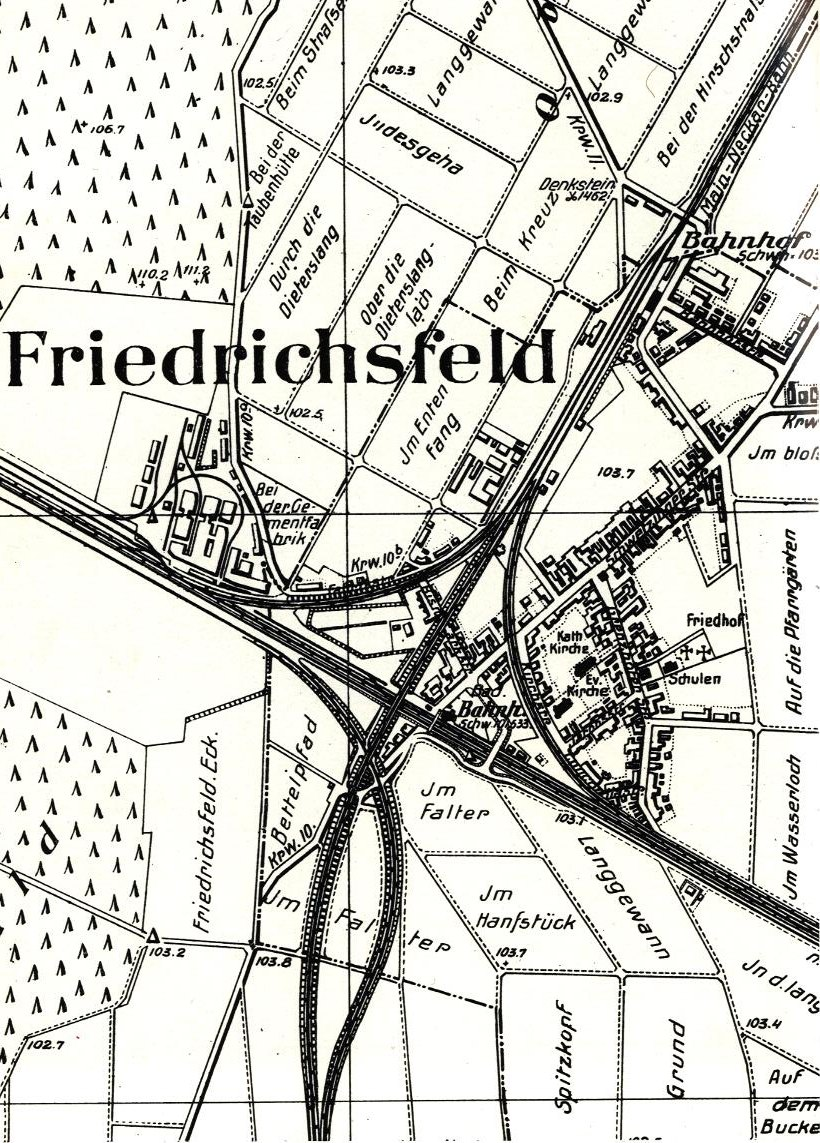
Kreuzung Friedrichsfeld 1900

1880 wurde am 1. Juni eine direkte Bahnstrecke Friedrichsfeld–Schwetzingen in Betrieb genommen. Es war die erste wesentliche Erweiterung des Streckennetzes der MNB, seit sie 1846 in Betrieb ging. Dazu wurde der Bahnhof Friedrichsfeld aus- und umgebaut und dort das erste Zentralstellwerk der Strecke in Betrieb genommen.:70, 90f
Ab 1882 lief der Verkehr in Frankfurt über die neue, viergleisige Main-Neckar-Brücke in Stahlfachwerk-Bauweise, gut 1000 Meter westlich der ersten Mainquerung, in Vorbereitung auf den neuen „Centralbahnhof“. Im gleichen Jahr erhielten auch die Bahnhöfe in Frankfurt, Darmstadt und Isenburg Zentralstellwerke.:70, 92 Im gleichen Jahr wurde die Gotthardbahn eröffnet, was der Main-Neckar-Bahn als wichtiger Nord-Süd-Achse weitere Bedeutung verlieh.
1885 erhielt der Darmstädter Bahnhof – einschließlich der Direktions-Büros und der Werkstätten – eine elektrische Beleuchtung. Die Bahnhöfe Isenburg (1894) und Friedrichsfeld (1896) folgten.:70 Ab 1887 wurde in die Personenwagen elektrische Beleuchtung eingebaut.
1888 war ein Jahr mit vielen Neuerungen auf der Main-Neckar-Bahn. Deren Nordende erhielt eine völlig neue Gestalt. Zum 1. Januar 1888 ging der neue, zentrale Hauptgüterbahnhof in Frankfurt in Betrieb und der Güterbahnhof im Main-Neckar-Bahnhof wurde aufgegeben. Zum 18. August 1888 wurde letzterer komplett aufgegeben, als der neue Frankfurter Centralbahnhof seinen Betrieb aufnahm.:93 Die Badischen Staatseisenbahnen führten zum 4. Juni 1888 das Rechtsfahren auf den zweigleisigen Strecken ein. Das hatte zur Folge, dass sich auf dem Abschnitt Friedrichsfeld–Heidelberg, wo bislang nach badischem Regulativ links gefahren wurde, die Fahrtrichtung änderte. Dazu mussten zahlreiche Weichenverbindungen im Bahnhof Friedrichsfeld geändert werden.:93 Im gleichen Jahr beschaffte die MNB einen Wagen, der auf die Gotthardbahn übergangsfähig war. Er verkehrte als Kurswagen zwischen Frankfurt und Genua.:94 Ebenfalls 1888 fanden Testfahrten mit der Westinghouse-Bremse statt:93 1889 wurde sie – zunächst für Schnellzüge, die mit mehr als 60 km/h verkehrten – eingeführt.:94
Ab 1894 wurden der badische Bahnhof und der Main-Neckar-Bahnhof in Heidelberg, die baulich von Anfang an eine Gesamtheit bildeten, aufgrund eines Vertrages zwischen der Main-Neckar-Eisenbahn-Gesellschaft und den Badischen Staatseisenbahnen:102 schrittweise auch betrieblich vereinigt, was bis auf wenige ausgenommene Dienstleistungen 1895 abgeschlossen war.:96
1896 feierte die MNB – bezogen auf den Beginn des planmäßigen Zugverkehrs – ihr 50-jähriges Jubiläum. Zum damaligen Zeitpunkt war sie nach der preußischen Eisenbahndirektion Berlin die verkehrsreichste Bahn in Deutschland, was vor allem dem Güterverkehr zu verdanken war.:116

#### Stationen

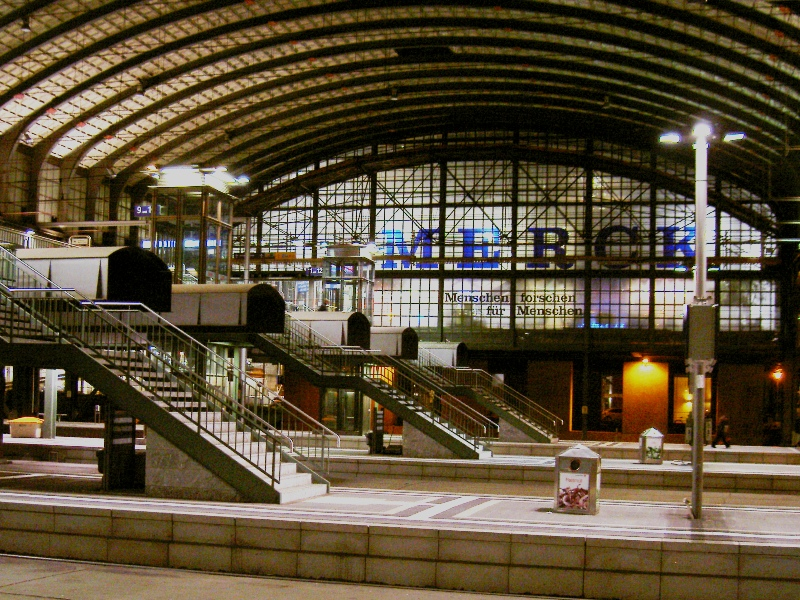
Darmstadt Hbf, Bahnsteighalle, 2004

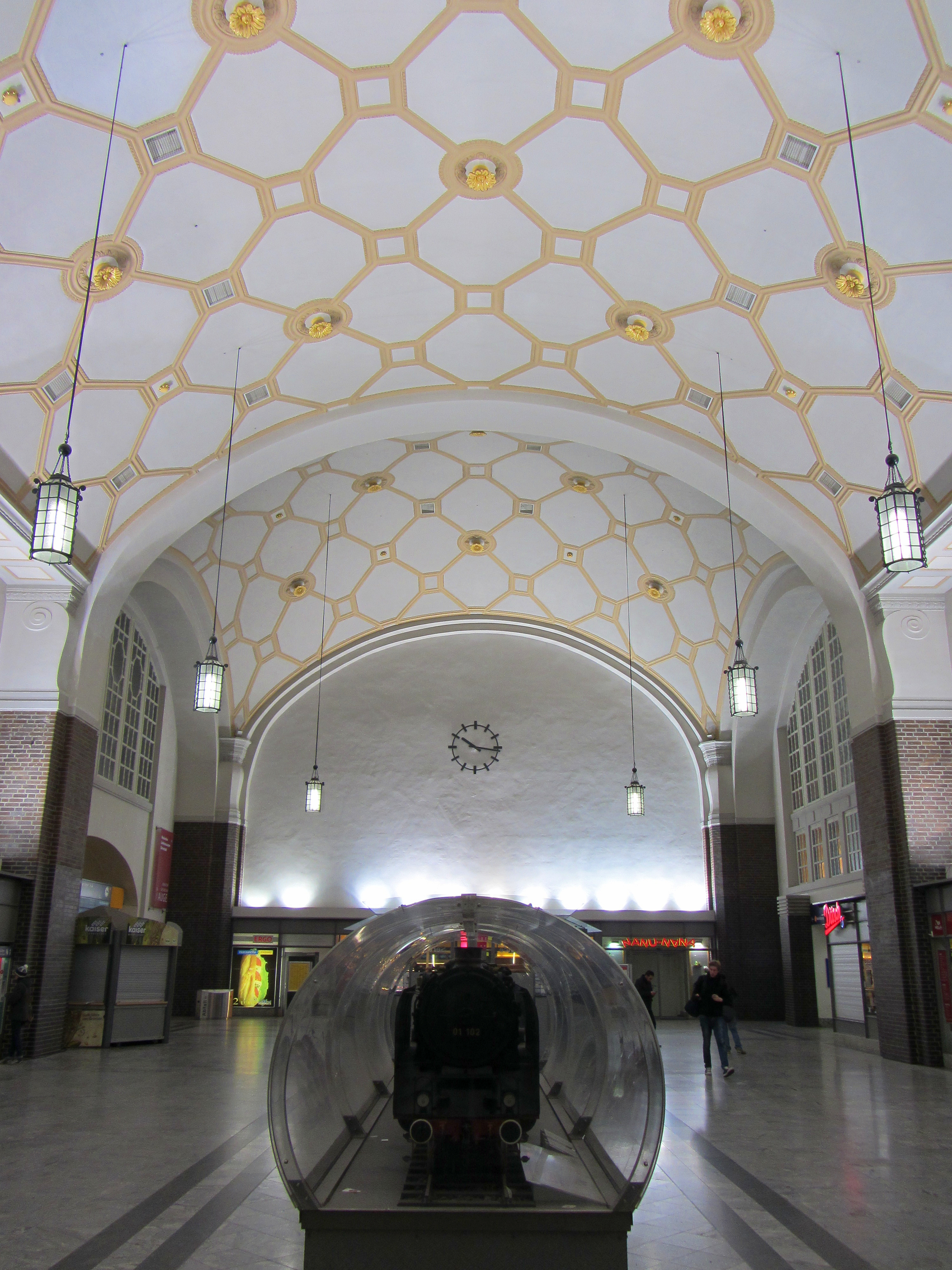
Eingangshalle, Darmstadt Hbf von 1912

Bei der Eröffnung der Strecke 1846 bediente die MNB auf der Bahnstrecke Frankfurt–Heidelberg die Bahnhöfe Frankfurt, Langen, Darmstadt, Eberstadt, Zwingenberg, Bensheim, Heppenheim, Hemsbach, Weinheim, Großsachsen, Ladenburg, Friedrichsfeld und Heidelberg.
Eröffnung weiterer Bahnhöfe und Haltepunkte
| Bezeichnung                 | Jahr | Anmerkung                                                                                |
| --------------------------- | ---- | ---------------------------------------------------------------------------------------- |
| Arheilgen:79                | 1848 | Der Bahnhof stand 600 m nördlich des heutigen Bahnhofs Darmstadt-Arheilgen.:96           |
| Bickenbach:79               | 1848 |                                                                                          |
| Auerbach:80                 | 1850 |                                                                                          |
| Neu-Isenburg:88             | 1852 |                                                                                          |
| Haltestelle Egelsbach:87    | 1873 |                                                                                          |
| Haltestelle Laudenbach:87   | 1873 |                                                                                          |
| Haltestelle Wieblingen:89   | 1876 |                                                                                          |
| Haltestelle Sprendlingen:89 | 1876 | heute: Dreieich-Buchschlag                                                               |
| Bahnhof Louisa:9            | 1877 | heute: Frankfurt-Louisa                                                                  |
| Haltestelle Wixhausen:93    | 1886 | heute: Darmstadt-Wixhausen                                                               |
| Haltepunkt Erzhausen:93     | 1888 |                                                                                          |
| Arheilgen (neu)             | 1894 | Der Bahnhof Arheilgen wurde um 600 m nach Süden verlegt, der alte Bahnhof aufgegeben.:96 |
| Hähnlein                    | 1907 | seit 1934: Hähnlein-Alsbach                                                              |
| Lützelsachsen               | 1910 |                                                                                          |
| Weinheim-Sulzbach           | 2020 | Eröffnung im Zuge der 2. Ausbaustufe der S-Bahn Rhein-Neckar                             |

### Eisenbahndirektion Mainz

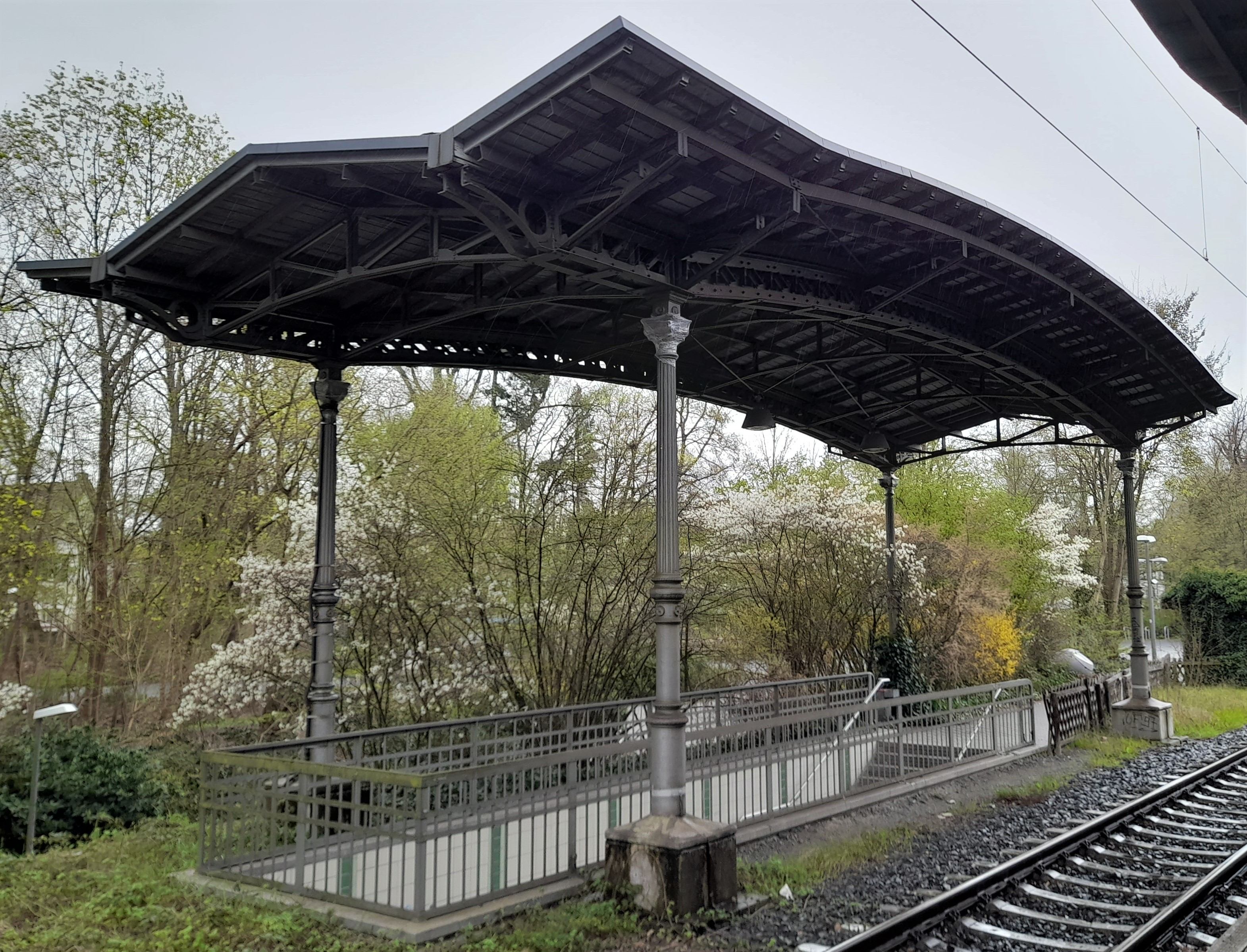
Zweitverwendete, historische Bahnsteigüberdachung aus dem Darmstädter Ludwigsbahnhof in Dreieich-Buchschlag

1902 wurde die gemeinsame Direktion durch einen Staatsvertrag über die Vereinfachung der Eisenbahnverwaltung vom 14. Dezember 1901 zwischen Preußen, Hessen und Baden aufgelöst. Der auf badischem Gebiet liegende Streckenteil kam zu den Badischen Staatseisenbahnen, der Streckenteil auf hessischem und preußischem Gebiet wurde Teil der Preußisch-Hessischen Eisenbahngemeinschaft und der Königlich Preußischen und Großherzoglich Hessischen Eisenbahndirektion Mainz unterstellt. In der Folge wurden zum 1. April 1903 die Vorschriften über den Streckenblock, die bei den Preußischen Staatseisenbahnen galten, hier in Kraft gesetzt.
Auch unter preußisch-hessischer Verwaltung wurde die Strecke weiter entwickelt:
- Zum 1. April 1906 ging der Streckenblock zwischen Darmstadt und Heppenheim in Betrieb.[21]
- 1912 eröffnete der neue Hauptbahnhof Darmstadt und ersetzte die alten und völlig überlasteten Bahnhöfe der Main-Neckar-Bahn und den Ludwigsbahnhof der vormaligen Hessischen Ludwigsbahn. Architekt des neuen Bahnhofs war Friedrich Pützer.
- 1923 unterbrachen die französischen Besatzungstruppen den Verkehr zwischen Darmstadt und Frankfurt. Die Züge wurden teilweise über Babenhausen und Hanau Ost oder über Dieburg, Ober-Roden und Offenbach Hauptbahnhof umgeleitet.[22]
- 1927 wurde die Main-Neckar-Brücke in Frankfurt durch eine neue, tragfähigere Stahlfachwerkbrücke ersetzt. Das geschah unter Betrieb mit nur geringfügigen Einschränkungen des Bahn- und Schiffsverkehrs.
- Kurz vor dem Zweiten Weltkrieg entwickelte und bereits durch das Reichsverkehrsministerium genehmigte Pläne für eine grundlegende Neuordnung des Bahnknotens Mannheim/Ludwigshafen (1943 B3), in deren Rahmen unter anderem eine schnell befahrbare Überleitung von der Main-Neckar-Bahn zur Riedbahn zwischen Darmstadt-Eberstadt und Lampertheim vorgesehen war, wurden infolge des Krieges nicht realisiert.[23]
- 1945: In den letzten Tagen des Zweiten Weltkrieges sprengte die Wehrmacht die Main-Neckar-Brücke in Frankfurt. Ab dem 23. November 1946 dampften wieder Züge über die behelfsweise reparierte Brücke.

### Nach dem Zweiten Weltkrieg
1956 erhielt das erste Teilstück der Bahn zwischen Heidelberg und Friedrichsfeld eine Oberleitung und ging am 3. Juni in den elektrischen Betrieb. Am 1. Oktober 1957 erreichte die Leitung Darmstadt Hbf, am 19. November war die Elektrifizierung bis Frankfurt (Main) Hauptbahnhof vollendet.
1990 nutzte die „Aktion Lindwurm“ auch die Main-Neckar-Bahn zwischen Bensheim und Darmstadt.

#### Eigene Gleise für die S-Bahn Rhein-Main

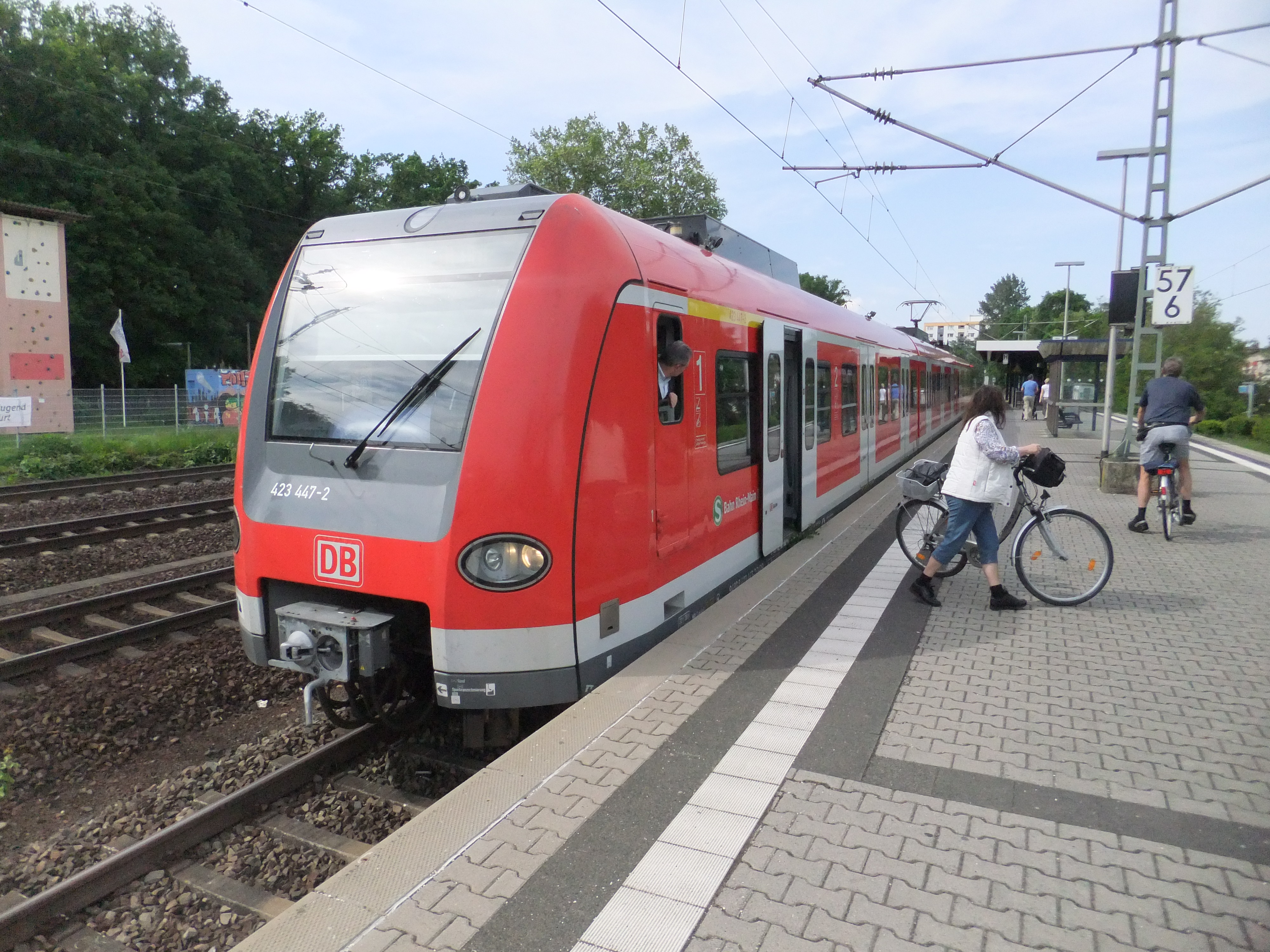
DBAG-Baureihe 423 als S3 der S-Bahn Rhein-Main in Frankfurt-Louisa, 2012

1997 wurden für den südlichen Außenast der S-Bahn Rhein-Main parallel zur Main-Neckar-Bahn bis Darmstadt eine eigene Strecke mit der Streckennummer 3688 in Betrieb genommen. Diese S-Bahn-Strecke beginnt im Bahnhof Frankfurt-Süd als Fortsetzung der Strecken 3681/3862 aus dem City-Tunnel Frankfurt, unterquert die Bahnstrecke Frankfurt–Göttingen und Abstellgleise zum Haltepunkt Stresemannallee, und biegt dann – zusammen mit der Verbindungskurve der Main-Neckar-Bahn zum Südbahnhof – nach Süden ab. Im Anschluss verläuft sie zunächst auf der Ostseite der Main-Neckar-Bahn. Zwischen Isenburger Schneise und Autobahn A 3 wechselt die S-Bahn-Strecke mit einem Überwerfungsbauwerk auf die Westseite der Main-Neckar-Bahn.
Südlich Langen bis Egelsbach ist die Strecke auf 2,7 km eingleisig, wobei sie auf Höhe der Stadtgrenze Langen/Egelsbach durch eine Unterführung wieder auf die Ostseite der Main-Neckar-Bahn wechselt. Von Egelsbach bis Erzhausen ist die Strecke wieder zweigleisig, und ab Erzhausen bis zum Hauptbahnhof Darmstadt eingleisig.
Die Bahnhöfe entlang dieser Strecke wurden grundlegend erneuert, wobei sich entlang der Fernbahngleise dieses Streckenabschnittes mit Ausnahme der Bahnhöfe Langen und Neu-Isenburg (Gleis 1) keine Bahnsteige mehr befinden. Seit der Durchbindung der Dreieichbahn nach Frankfurt werden diese wieder genutzt. Die historischen Empfangsgebäude sind mit Ausnahme der Bahnhöfe Arheilgen und Egelsbach alle noch vorhanden.
Die Kilometrierung der S-Bahn-Strecke beginnt in Frankfurt (Main) Hbf (tief) mit einem Zuschlag von 50,000 km; in Darmstadt Hbf endet sie bei Streckenkilometer 81,5. Die Angaben auf den Hektometertafeln unterscheiden sich deshalb stark von denen der Fernbahngleise.
Zwischen Frankfurt Stresemannallee und Darmstadt Hauptbahnhof gibt es nur im Bahnhof Langen Weichenverbindungen zwischen der S-Bahn-Strecke 3688 und der Fernbahnstrecke 3601, damit Regionalzüge in Südrichtung am Mittelbahnsteig (Gleis 2) halten können, und im Bereich Arheilgen, wo die Odenwaldbahn auf dem Weg von der Main-Neckar-Bahn zum Bahnhof Darmstadt Nord an der Rhein-Main-Bahn für ein kurzes Stück das S-Bahn-Gleis nutzt. Auf der Strecke dürfen wegen einer zweckgebundenen Finanzierung in der Regel nur S-Bahnen verkehren.
Am 1. Juni 1997 ging der rund 25 Kilometer lange neue Streckenabschnitt zwischen Frankfurt-Stresemannallee und Darmstadt Hauptbahnhof in Betrieb, die Verlängerung der S-Bahn-Linien S3 und S4 von Frankfurt nach Darmstadt und Langen war ein wichtiger Meilenstein für die Verkehrsinfrastruktur im Rhein-Main-Gebiet. Sie verbesserte die Anbindung der Region an die Mainmetropole und die Wissenschaftsstadt Darmstadt erheblich. Die S-Bahn-Linien S3 und S4 hatten eine positive Auswirkung auf die Verkehrssituation in der Region und führen zu einer Reduzierung des Individualverkehrs und zu einer Verbesserung der Luftqualität. Die S-Bahn bedient seit 1997 sie Stationen Frankfurt-Louisa, Neu-Isenburg, Dreieich-Buchschlag, Langen, Egelsbach, Erzhausen, Darmstadt-Wixhausen, Darmstadt-Arheilgen und Darmstadt Hauptbahnhof. 2002 kam noch die Station Langen Flugsicherung hinzu. Über 35.000 Fahrgäste sind in diesem Bereich täglich mit der S-Bahn unterwegs.
Die S-Bahn-Strecke wurde bis 2024 jeweils im Halbstundentakt von der Linie S3 bis Darmstadt und von der Linie S4 bis Langen befahren, die sich auf dem nördlichen Abschnitt der Strecke zu einem Viertelstundentakt überlagerten. Nach dem Abschluss des viergleisigen Ausbaus der Main-Weser-Bahn zwischen Frankfurt und Bad Vilbel wurde das Liniennetz im Dezember 2024 angepasst. Die Strecke wird seitdem im Viertelstundentakt von der Linie S6 befahren, zwischen Langen und Darmstadt im Halbstundentakt. In Tagesrandlage und ganztägig am Sonntag besteht weiterhin auf der gesamten Strecke nur ein Halbstundentakt.

#### ETCS-Ausrüstung
Die Strecke zwischen Neu-Edingen/Friedrichsfeld und Darmstadt Nord soll Teil des europäischen ETCS-Korridors A werden. Dazu ging zum Fahrplanwechsel im Dezember 2022 ETCS Level 2 im Abschnitt zwischen Darmstadt-Eberstadt und Laudenbach in Betrieb.
Der Abschnitt zwischen Laudenbach und Friedrichsfeld wird mit ETCS Level 1 LS ausgerüstet.

### Zwischenfälle
- Am 16. August 1846 überfuhren nacheinander zwei Züge das Streckenende im Bahnhof Mainspitze in Frankfurt-Sachsenhausen, weil sich die Lokomotivführer verbremsten. Einer fuhr in die anschließende Baustelle der alten Main-Neckar-Eisenbahnbrücke. Die Lokomotive und einige Wagen stürzten ab. Der Heizer wurde getötet und ein Fahrgast verletzt.

- Am 23. September 1848 entgleiste bei Weinheim ein Zug nach einer Sabotage am Oberbau durch Revolutionäre, die damit Militärtransporte aus Hessen nach Baden verhindern wollten. Dies ist der älteste in Deutschland dokumentierte Anschlag auf eine Eisenbahn.

- Am 15. Januar 2003 blieb ein Flugzeug, das sich im Landeanflug auf den Flugplatz Frankfurt-Egelsbach befand, in der Oberleitung der benachbarten Main-Neckar-Bahn hängen, beschädigte sie erheblich und stürzte ab. Der Pilot erlitt leichte Verletzungen, das Flugzeug wurde schwer beschädigt. Für die erforderlichen Reparaturen musste die stark befahrene Strecke etwa einen Tag lang gesperrt werden.
- Am 30. Juni 2015 misslang der Start eines Kleinflugzeuges vom Flugplatz Frankfurt-Egelsbach, das Flugzeug beschädigte die Oberleitung und kollidierte mit einem vorbeifahrenden Güterzug. Eine Frau, die im Flugzeug saß, starb, der Pilot wurde schwer verletzt.

### Ausblick
Der Abschnitt zwischen Heidelberg-Wieblingen und Heidelberg Hbf soll viergleisig ausgebaut werden. Hier wurden im Februar 2025 Unterlagen für das Planfeststellungsverfahren offengelegt.

## Streckenbeschreibung

### Verlauf
Die Strecke läuft von Frankfurt kommend in südlicher Richtung bis Darmstadt durch die Mainebene und dann entlang des östlichen Randes der Oberrheinischen Tiefebene vor dem westlichen Fuß des Odenwaldes. Südlich von Weinheim knickt sie nach Südwesten ab, um dann nach Mannheim-Friedrichsfeld fast rechtwinklig nach Südosten Richtung Heidelberg abzubiegen. Diese Streckenführung jenseits von Mannheim-Friedrichsfeld ist Relikt eines historischen Kompromisses bei der Entscheidung, ob die Strecke denn nun in Mannheim oder Heidelberg enden solle. Historisch berührte die Strecke das Staatsgebiet von drei Staaten: das der Freien Stadt Frankfurt, das des Großherzogtums Hessen und das des Großherzogtums Baden. Heute verläuft sie in Hessen und Baden-Württemberg.

### Betriebsstellen

#### Frankfurt Mainspitze
Der Bahnhof Mainspitze war von 1846 bis 1848 provisorischer nördlicher Endpunkt der Strecke und anschließend ein Betriebsbahnhof in Frankfurt-Sachsenhausen. Er diente der Einmündung der von Offenbach kommenden Strecke.

#### Frankfurt Main-Neckar-Bahnhof

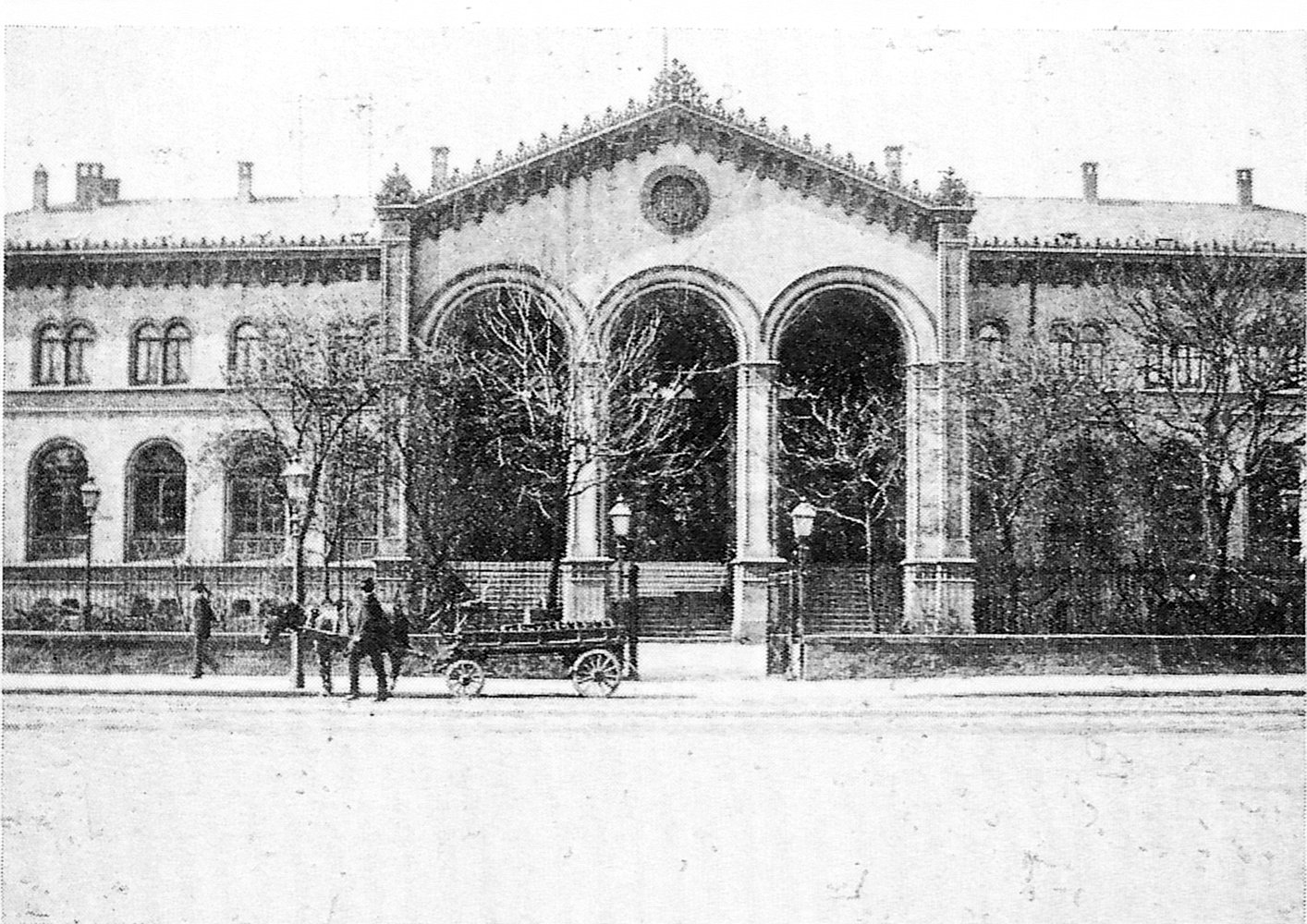
Main-Neckar-Bahnhof in Frankfurt um 1880

Die Strecke begann von 1848 bis 1888 in Frankfurt im Main-Neckar-Bahnhof, einem der drei Frankfurter Westbahnhöfe. Er lag unmittelbar südlich des Taunusbahnhofs. Er musste wegen des steigenden Verkehrs drei Mal erweitert und umgebaut werden, bevor er 1888 zugunsten des neuen Centralbahnhofs aufgegeben wurde.

#### Frankfurt Centralbahnhof
1888 übernahm der Centralbahnhof, heute Frankfurt (Main) Hauptbahnhof, die bisherigen Funktionen des Main-Neckar-Bahnhofs für die Main-Neckar-Bahn.

#### Frankfurt-Louisa
Der Bahnhof wurde 1877 eröffnet.:89 Er diente zunächst als Betriebsstelle für die hier abzweigende Verbindungskurve Richtung Bebraer Bahnhof, wurde dann zu einem Bahnhof ausgebaut und ist heute ein Haltepunkt der S-Bahn Rhein-Main.

#### Neu-Isenburg

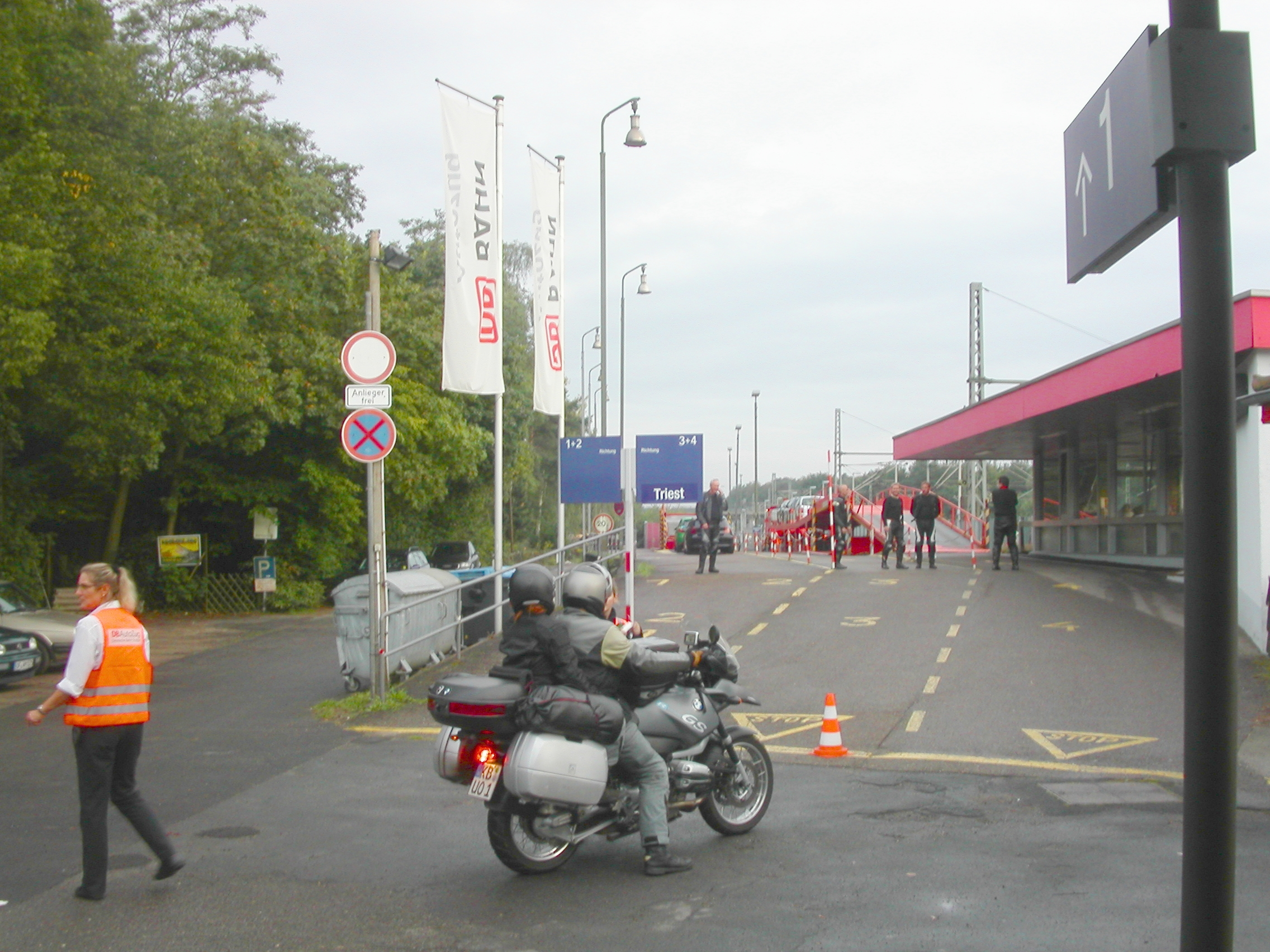
Neu Isenburg: Verladeanlage für Auto im Reisezug, 2011

Der Bahnhof wurde 1873 für den Güterverkehr umfangreich ausgebaut, um den Güterbahnhof des Main-Neckar-Bahnhofs in Frankfurt, der räumlich begrenzt und nicht mehr zu erweitern war, zu entlasten.:88 Nach dem Zweiten Weltkrieg betrieb die Bahn hier die Verladeeinrichtung für den Großraum Frankfurt für ihr 2014 eingestelltes Angebot Auto im Reisezug. Neu-Isenburg ist heute ein Haltepunkt der S-Bahn Rhein-Main.

#### Dreieich-Buchschlag

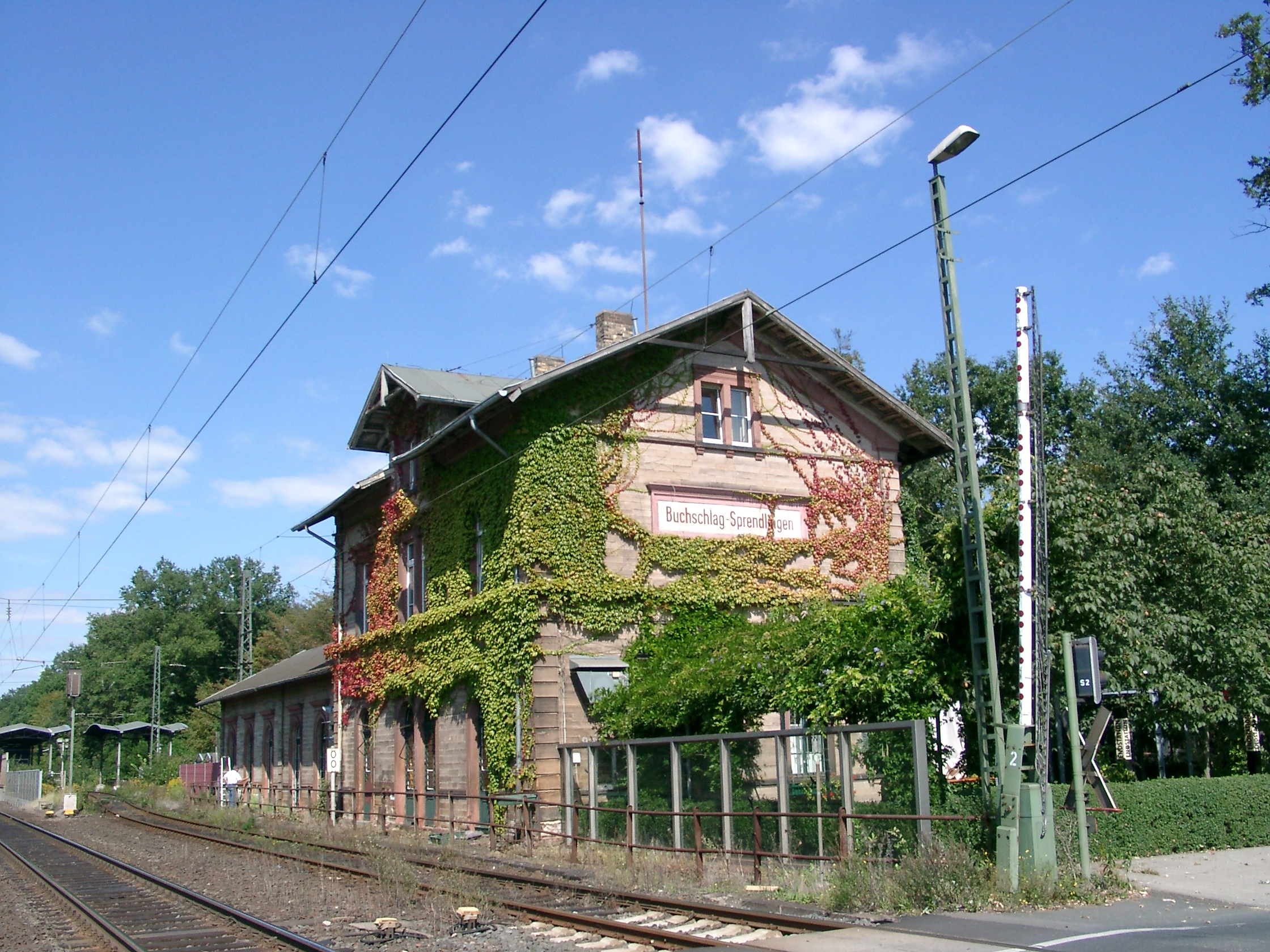
Ehemaliges Empfangsgebäude
Dreieich-Buchschlag mit historischer Beschriftung, 2007

Die Haltestelle Sprendlingen, heute: Dreieich-Buchschlag, eröffnete 1876 für den Personenverkehr:89 und 1880 für den Güterverkehr.:91 Hier zweigt seit 1905 die Dreieichbahn ab.

#### Langen (Hess)
Der Bahnhof Langen war bei Eröffnung der Strecke 1846 der erste Halt südlich von Frankfurt.

#### Egelsbach
Der Bahnhof Egelsbach eröffnete 1873 als Haltepunkt für den Personenverkehr,:87 ab 1877 auch für den Güterverkehr.:89 1884 wurde hier ein neues Empfangsgebäude errichtet, das auch ein Fürstenzimmer enthielt.:92 Die Station befindet sich in der Nähe von Schloss Wolfsgarten, einem Sommersitz der großherzoglichen Familie. Das Empfangsgebäude wurde 1994 für den Bau der S-Bahn abgerissen. Das einzig verbliebene authentische Ausstattungsstück des Fürstenzimmers, die Kassettendecke, wurde 1996 in den Sitzungssaal des Egelsbacher Rathauses eingebaut.

#### Erzhausen

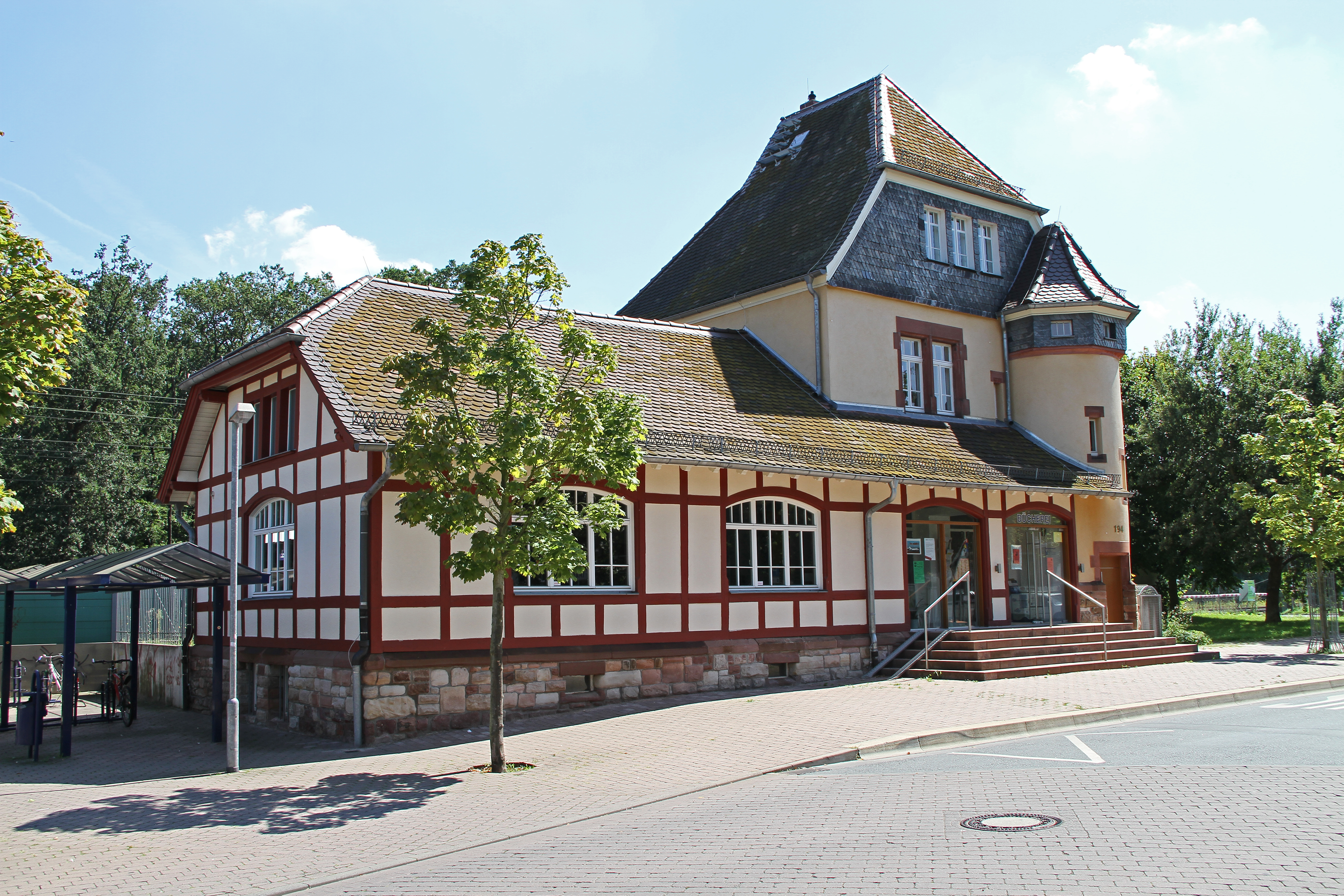
Empfangsgebäude Erzhausen, 2010

Der Bahnhof nahm 1888 seinen Betrieb im Personenverkehr auf.:93 Heute ist er ein Haltepunkt der S-Bahn Rhein-Main.

#### Darmstadt-Wixhausen
Der Haltepunkt ging 1887 unter der Bezeichnung Wixhausen für den Personenverkehr in Betrieb,:93 1891 wurde der Güterverkehr aufgenommen.:94 Heute ist Darmstadt-Wixhausen ein Haltepunkt der S-Bahn Rhein-Main.

#### Darmstadt-Arheilgen
Der Bahnhof gehört zu den ersten, die nach Eröffnung der Main-Neckar-Eisenbahn 1846 ergänzend hinzukamen. Arheilgen wurde 1848 für den Personenverkehr eröffnet,:79 1876 für den Güterverkehr.:89 Dieser erste Bahnhof lag etwa 600 m nördlich des heutigen Bahnhofs Darmstadt-Arheilgen. 1894 wurde der Bahnhof an den heutigen Standort verlegt.:96

#### Darmstadt Main-Neckar-Bahnhof

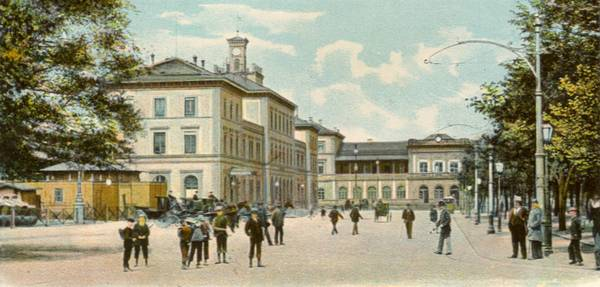
Links im Vordergrund der Main-Neckar-Bahnhof (im Hintergrund der Ludwigsbahnhof) in Darmstadt, vor 1900

Das größte Empfangsgebäude an der Main-Neckar-Eisenbahn erhielt Darmstadt mit dem Main-Neckar-Bahnhof, einem kostspieligen Hochbau. Im Darmstädter Bahnhof waren auch die Verwaltung der Bahn und die zentralen Werkstätten der Main-Neckar-Bahn untergebracht. Er erhielt 1861 eine große, verglaste Bahnsteighalle, wurde 1871 nach Westen erheblich erweitert und das Empfangsgebäude 1877 aufgestockt. Die Anlage wurde aufgegeben, als Darmstadt 1912 einen neuen Hauptbahnhof erhielt.

#### Darmstadt Hauptbahnhof
Darmstadt Hauptbahnhof ersetzte 1912 die beiden alten Bahnhöfe von Darmstadt, den Main-Neckar-Bahnhof und den Ludwigsbahnhof.

#### Bessungen
Bessungen wurde als Halt im Personenverkehr 1879 eingerichtet:90 und ab 1895 auch im Güterverkehr bedient.:96 Ebenfalls 1895 wurde er in „Darmstadt Südbahnhof“ umbenannt,:96 was nicht mit dem heutigen Bahnhof Darmstadt Süd zu verwechseln ist. Bessungen lag an der Zuführungsstrecke zum Darmstädter Main-Neckar-Bahnhof, die mit Inbetriebnahme des neuen Darmstädter Hauptbahnhofs 1912 aufgegeben wurde.

#### Darmstadt Süd

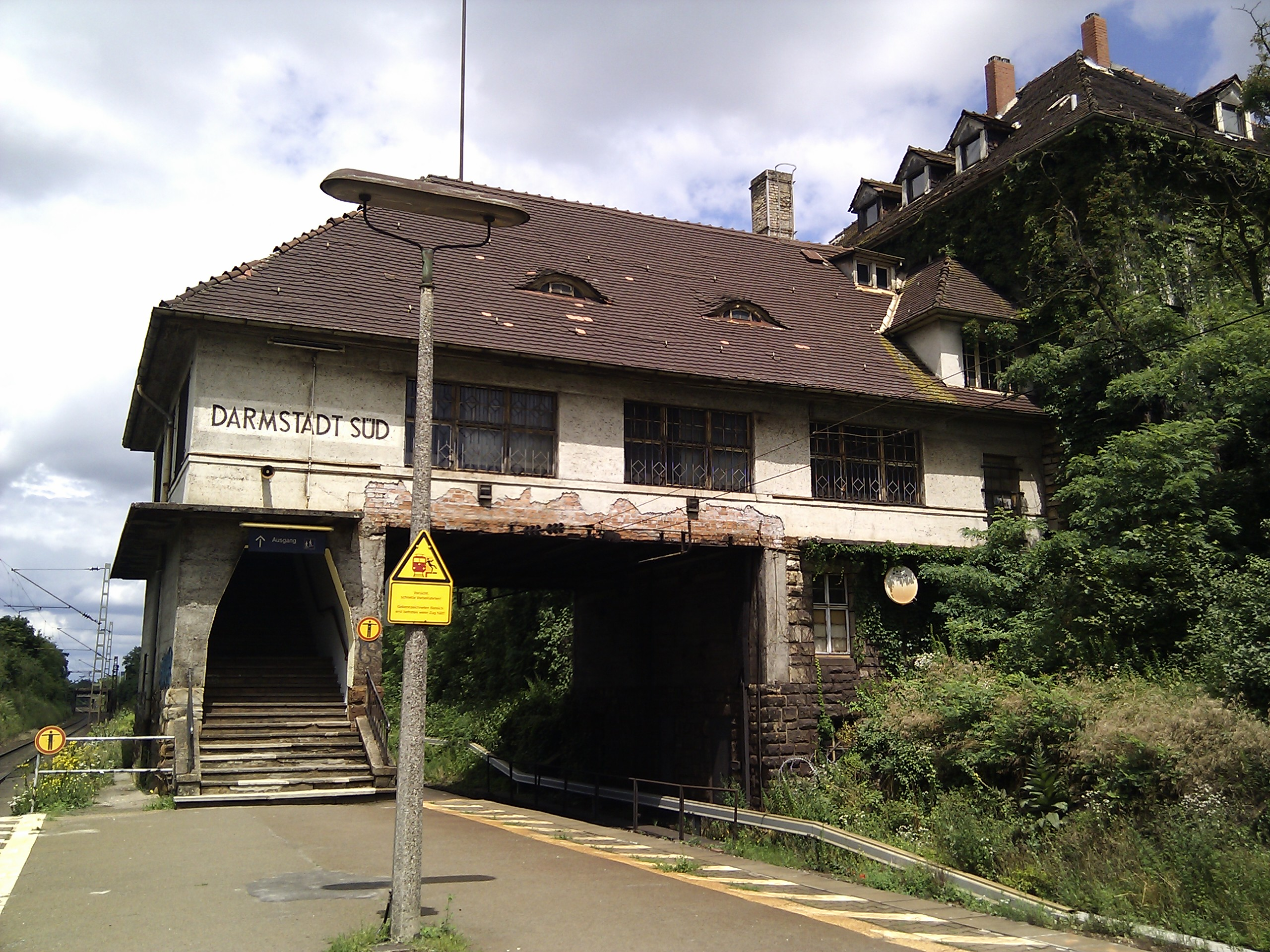
Darmstadt Süd

Darmstadt Süd ersetzte an der neuen Zuführung zum Darmstädter Hauptbahnhof den Bahnhof Darmstadt Südbahnhof (ehemals: Bessungen) an der aufzugebenden Zuführungsstrecke zum Darmstädter Main-Neckar-Bahnhof. Zusammen mit dem neuen Hauptbahnhof ging Darmstadt Süd zum 1. Mai 1912 in Betrieb.

#### Darmstadt-Eberstadt
Darmstadt-Eberstadt gehört zu den schon seit der Eröffnung der Strecke 1846 betriebenen Bahnhöfen. Zunächst fand dort aber nur Personenverkehr statt, Güterverkehr erst ab 1853.:80 Bis zum 15. Mai 1929 führte der Bahnhof die Bezeichnung Eberstadt (Krs. Darmstadt), anschließend: Eberstadt (Bergstr). Zum 22. Mai 1937 wurde er erneut umbezeichnet, nun in Darmstadt-Eberstadt. Hier zweigt die 2011 reaktivierte Pfungstadtbahn ab.

#### Bickenbach (Bergstr)

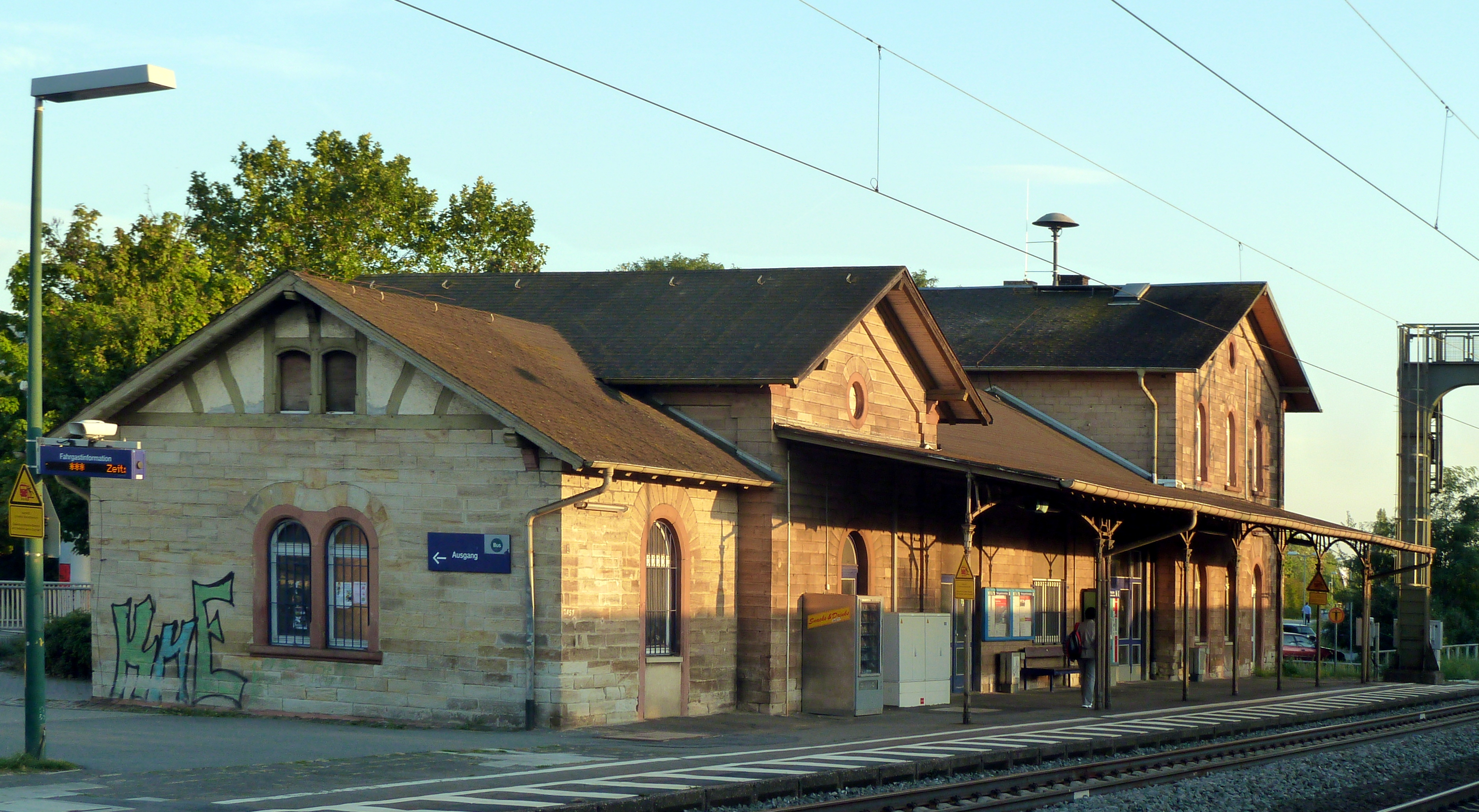
Empfangsgebäude Bickenbach (Bergstr), 2012

Der Bahnhof gehört zu den ersten, die nach Eröffnung der Main-Neckar-Eisenbahn 1846 ergänzend hinzukamen. Er wurde 1848 eröffnet.:79 Von 1895 bis 1961 zweigte hier die Bahnstrecke Bickenbach–Seeheim ab.

#### Hähnlein-Alsbach
Der Halt Hähnlein wurde am 1. Februar 1907 eröffnet und 1934 in Hähnlein-Alsbach umbenannt. Die zugehörige Gemeinde heißt Alsbach-Hähnlein.

#### Zwingenberg (Bergstr)

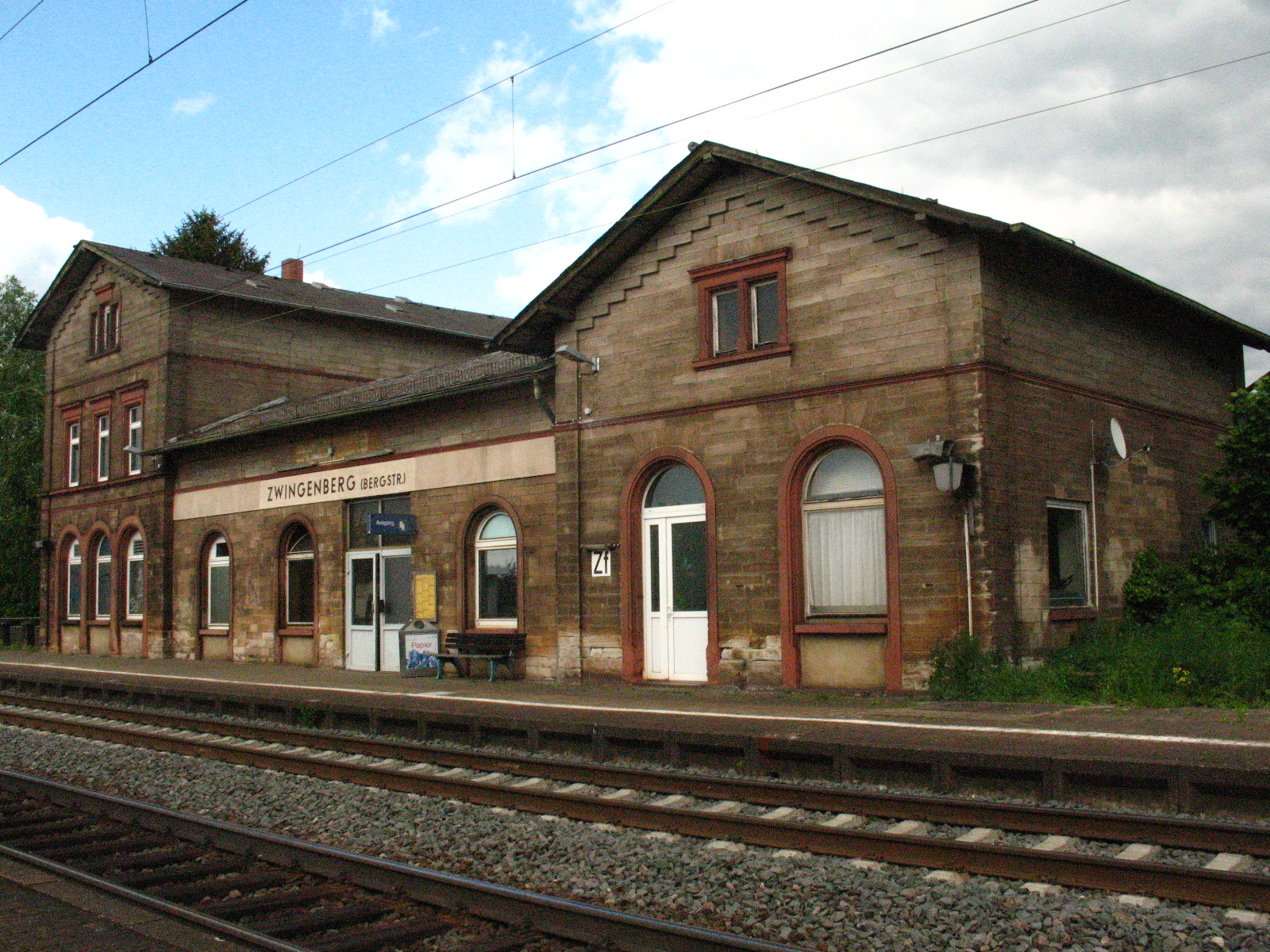
Zwingenberg (Bergstr), Gleisseite, 2009

Zwingenberg wurde zusammen mit der Strecke 1846 eröffnet, zunächst aber nur im Personenverkehr. 1858 erfolgte von hier aus auch Güterverkehr. 1932 wurde der Bahnhof von Zwingenberg (Hess) in Zwingenberg (Bergstr) umbenannt.

#### Bensheim-Auerbach
Der Bahnhof wurde 1850 eröffnet.:80

#### Bensheim
Bensheim gehört zu den schon seit der Eröffnung der Strecke 1846 betriebenen Bahnhöfen. Hier zweigt die Nibelungenbahn nach Worms ab.

#### Heppenheim (Bergstr)

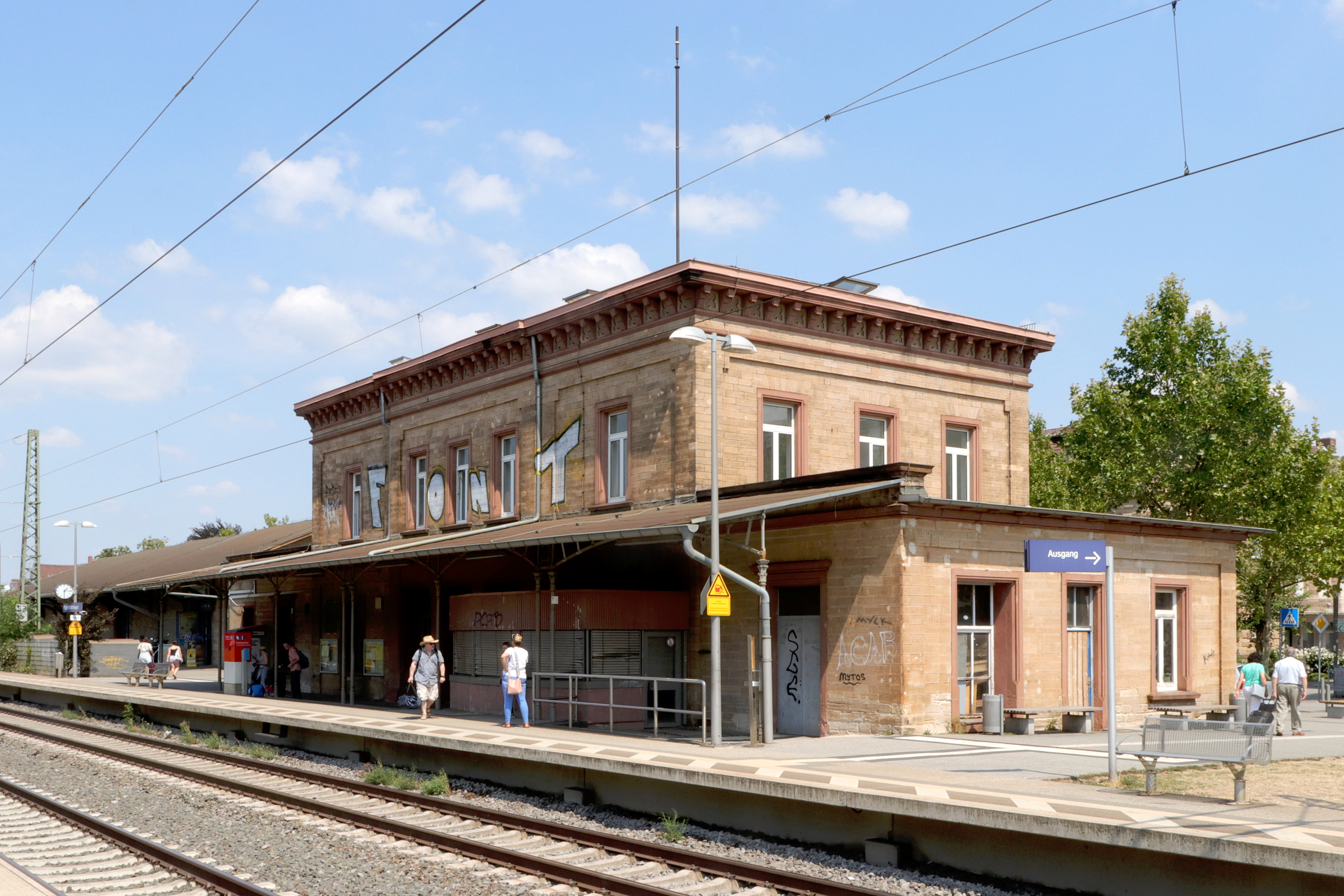
Bahnhof Heppenheim, 2018

Auch Heppenheim gehört zu den schon seit der Eröffnung der Strecke 1846 betriebenen Bahnhöfen. Hier zweigte seit 1902 ein Streckenast der Nibelungenbahn nach Lorsch ab, der nach dem Zweiten Weltkrieg aufgegeben wurde.

#### Laudenbach (Bergstr)
Der Bahnhof Laudenbach eröffnete 1873 als Haltepunkt für den Personenverkehr:87 und 1877 für den Güterverkehr.:90

#### Hemsbach

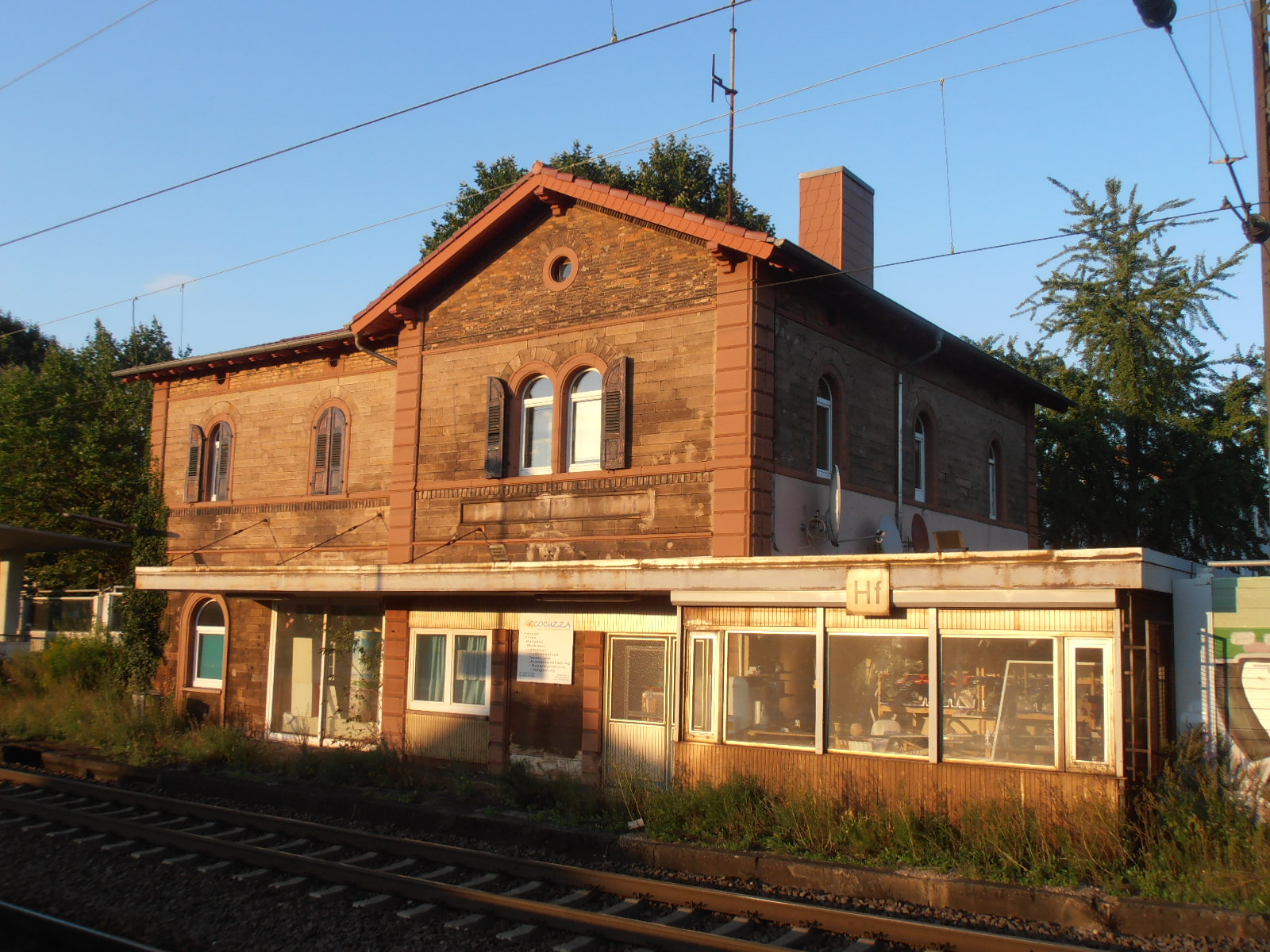
Empfangsgebäude Hemsbach, 2016

Hemsbach gehört zu den schon seit der Eröffnung der Strecke 1846 betriebenen Bahnhöfen.

#### Weinheim-Sulzbach
Der Haltepunkt Weinheim-Sulzbach wurde im Zuge der Eingliederung der Main-Neckar-Bahn in das Netz der S-Bahn Rhein-Neckar am südlichen Ortsrand eingerichtet und ist seit Dezember 2020 in Betrieb.

#### Weinheim (Bergstr) Hauptbahnhof

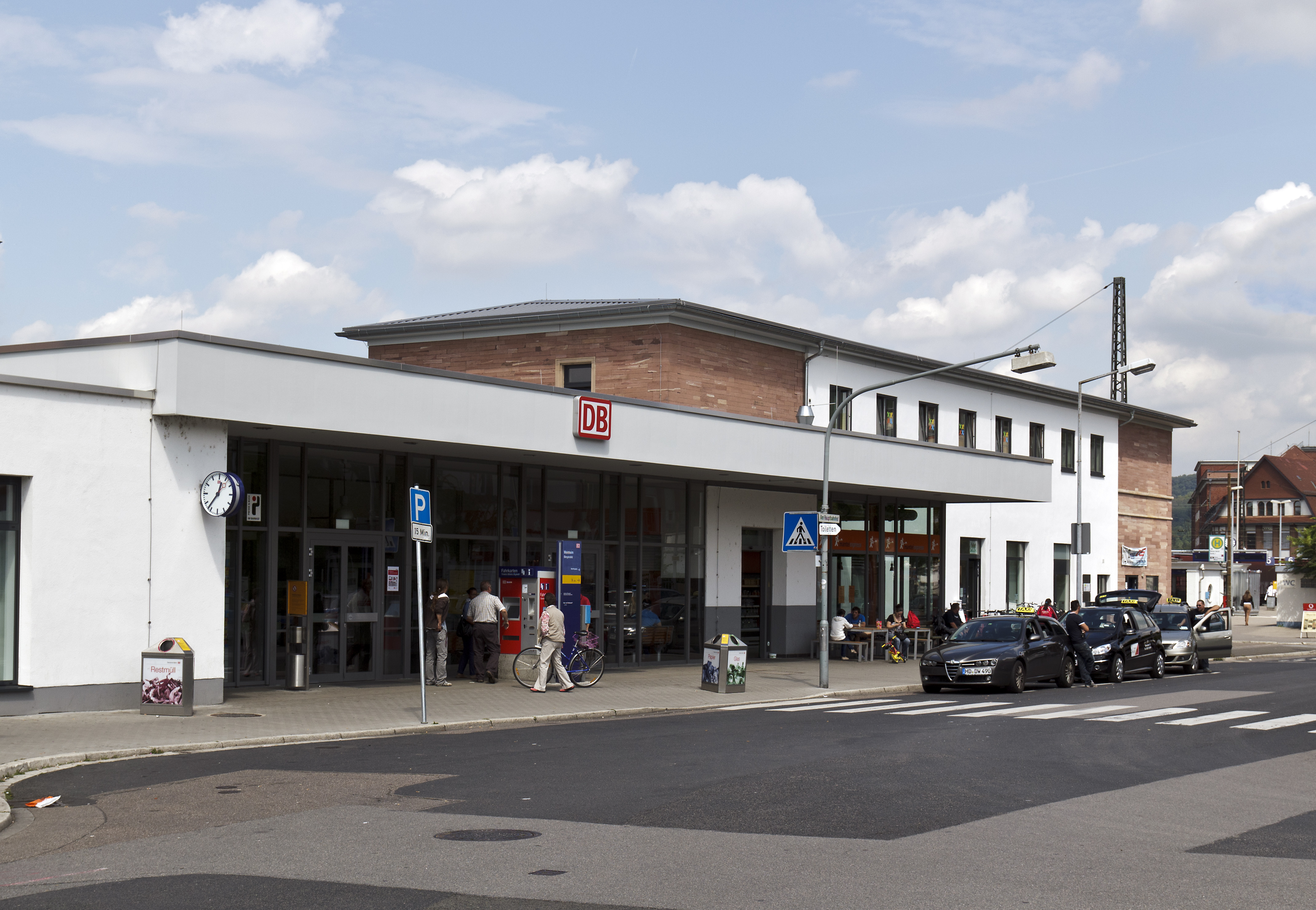
Weinheim (Bergstr) Hauptbahnhof

Weinheim ging mit Eröffnung der Strecke 1846 in Betrieb. Zum 3. Oktober 1937 wurde er in Weinheim (Bergstr) umbezeichnet, 2018 in Weinheim (Bergstr) Hbf. Hier zweigt die Bahnstrecke Weinheim–Fürth ab und von 1905 bis 1960 tat das auch die Bahnstrecke Weinheim–Worms. Heute (2023) besteht davon ein Restabschnitt noch als – nicht mehr betriebenes – Anschlussgleis.

#### Weinheim-Lützelsachsen
Lützelsachsen wurde zum 1. Dezember 1910 in Betrieb genommen. Die heutige Bezeichnung lautet Weinheim-Lützelsachsen, nach anderer Quelle: Lützelsachsen.

#### Heddesheim/Hirschberg
Heddesheim/Hirschberg wurde unter der Bezeichnung Großsachsen mit Eröffnung der Strecke 1846 in Betrieb genommen und trug zwischenzeitlich wohl auch mal die Bezeichnung Großsachsen-Heddesheim.

#### Ladenburg

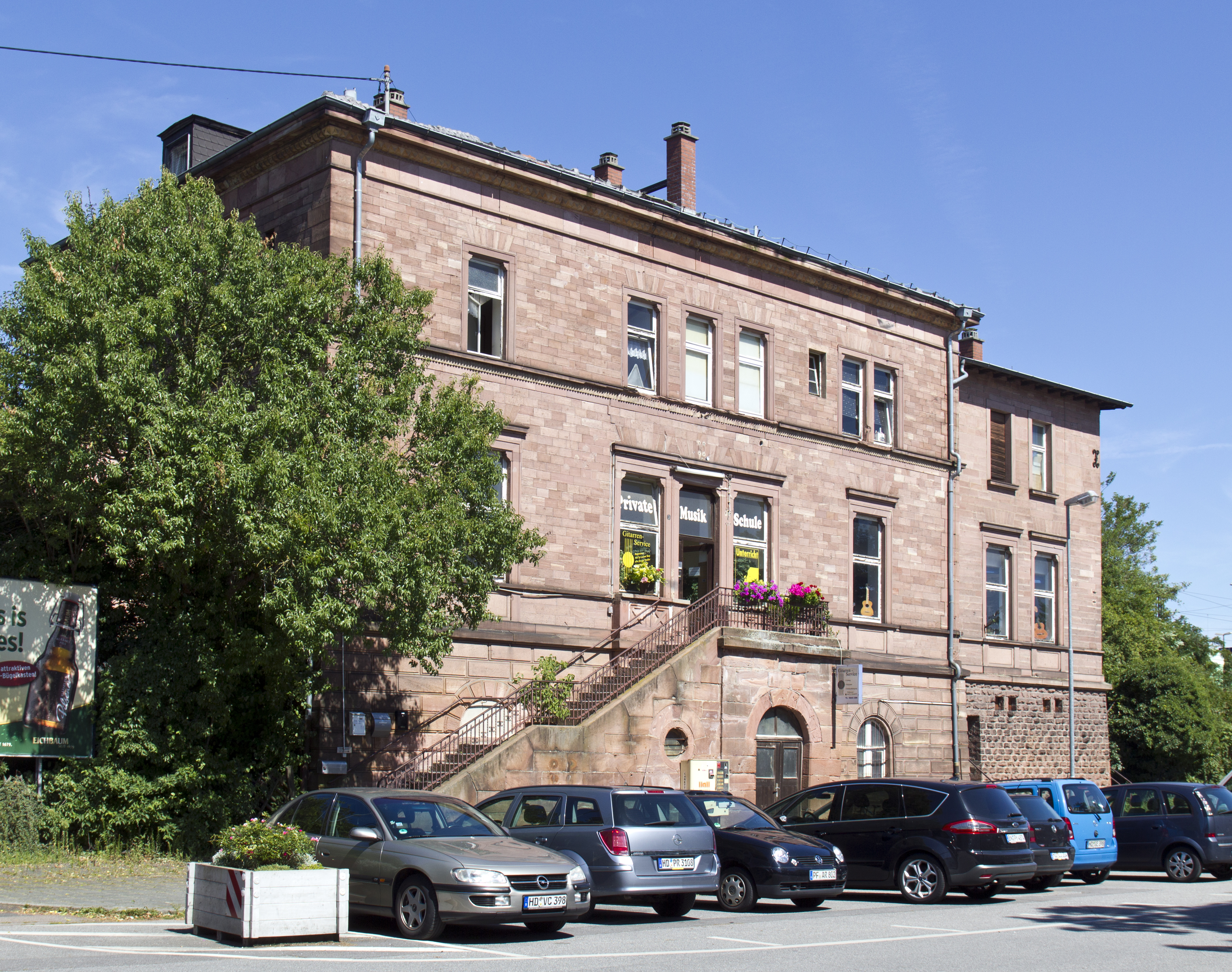
Bahnhof Ladenburg, 2012

Ladenburg ging mit Eröffnung der Strecke 1846 in Betrieb.

#### Neu-Edingen/Mannheim-Friedrichsfeld

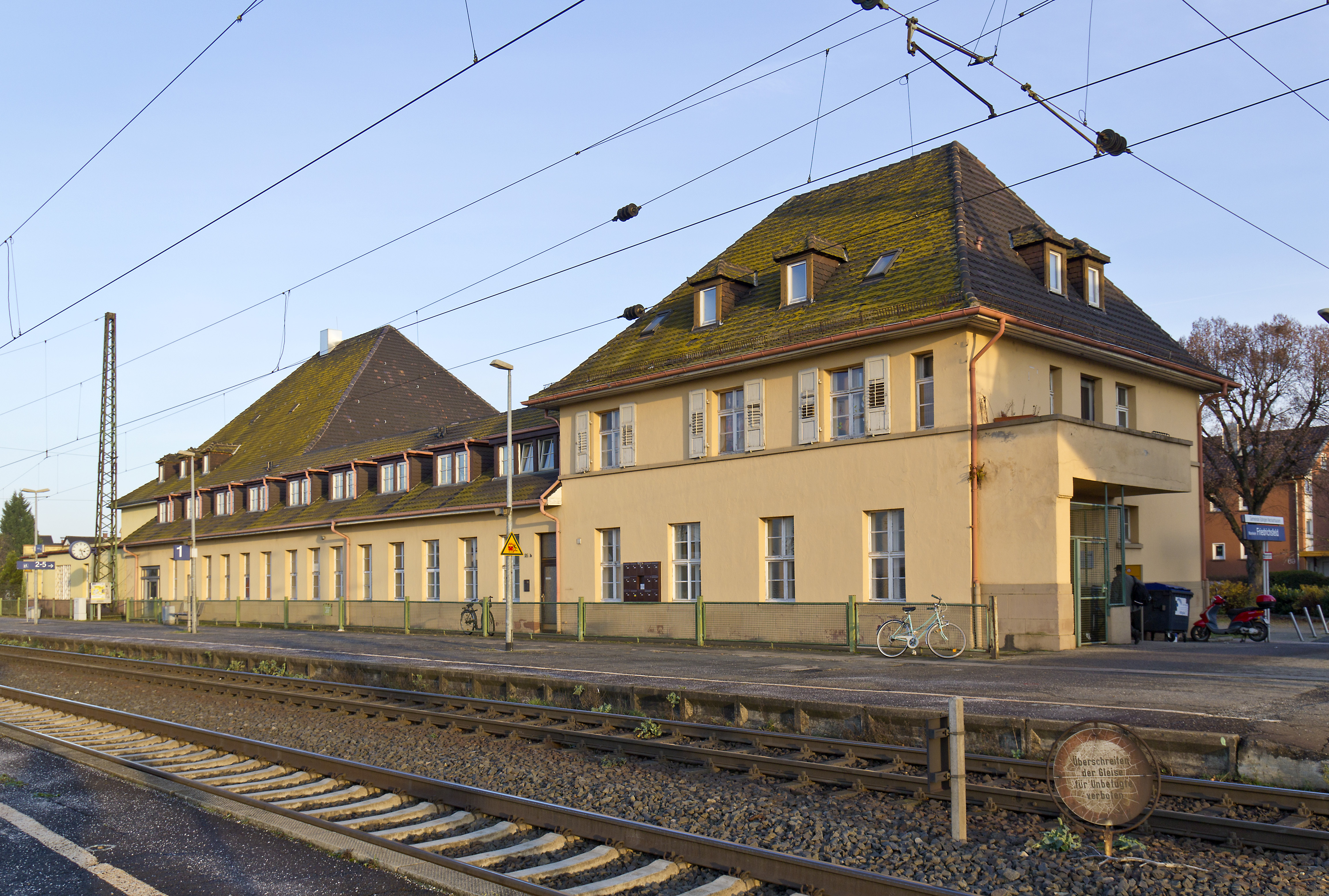
Bahnhof Neu-Edingen/Mannheim-Friedrichsfeld, 2010

1846 als Friedrichsfeld in Betrieb gegangen, zweigt hier die Verbindung nach Mannheim ab und seit 1880 auch die nach Schwetzingen. Seit 1846 wurde der Bahnhof um ein Vielfaches seiner ursprünglichen Fläche vergrößert:157 und stellt heute einen wichtigen Knotenpunkt im deutschen Eisenbahnnetz dar. Die Bahnhofsbezeichnung änderte sich mehrfach: Zunächst wurde sie in Friedrichsfeld M.N.B. geändert. Das blieb bestehen, auch nachdem der Bahnhof 1902 von den Badischen Staatseisenbahnen übernommen worden war. Erst im Dezember 1920 erhielt der Bahnhof die Bezeichnung Friedrichsfeld (Baden), was zum 1. Januar 1921 in „Friedrichsfeld (Baden) Nord“ präzisiert wurde. Diese Bezeichnung wurde zum 7. Oktober 1934 in Mannheim-Friedrichsfeld und zum 11. Dezember 2016 in Neu-Edingen/Mannheim-Friedrichsfeld geändert.

#### Heidelberg-Pfaffengrund/Wieblingen
Die Haltestelle Wieblingen wurde 1876 eröffnet.:9

#### Heidelberg
Der Bahnhof Heidelberg war ursprünglich ein Kopfbahnhof. Später hieß er Heidelberg Hauptbahnhof und wurde 1960 von einem Durchgangsbahnhof ersetzt.

## Verkehr

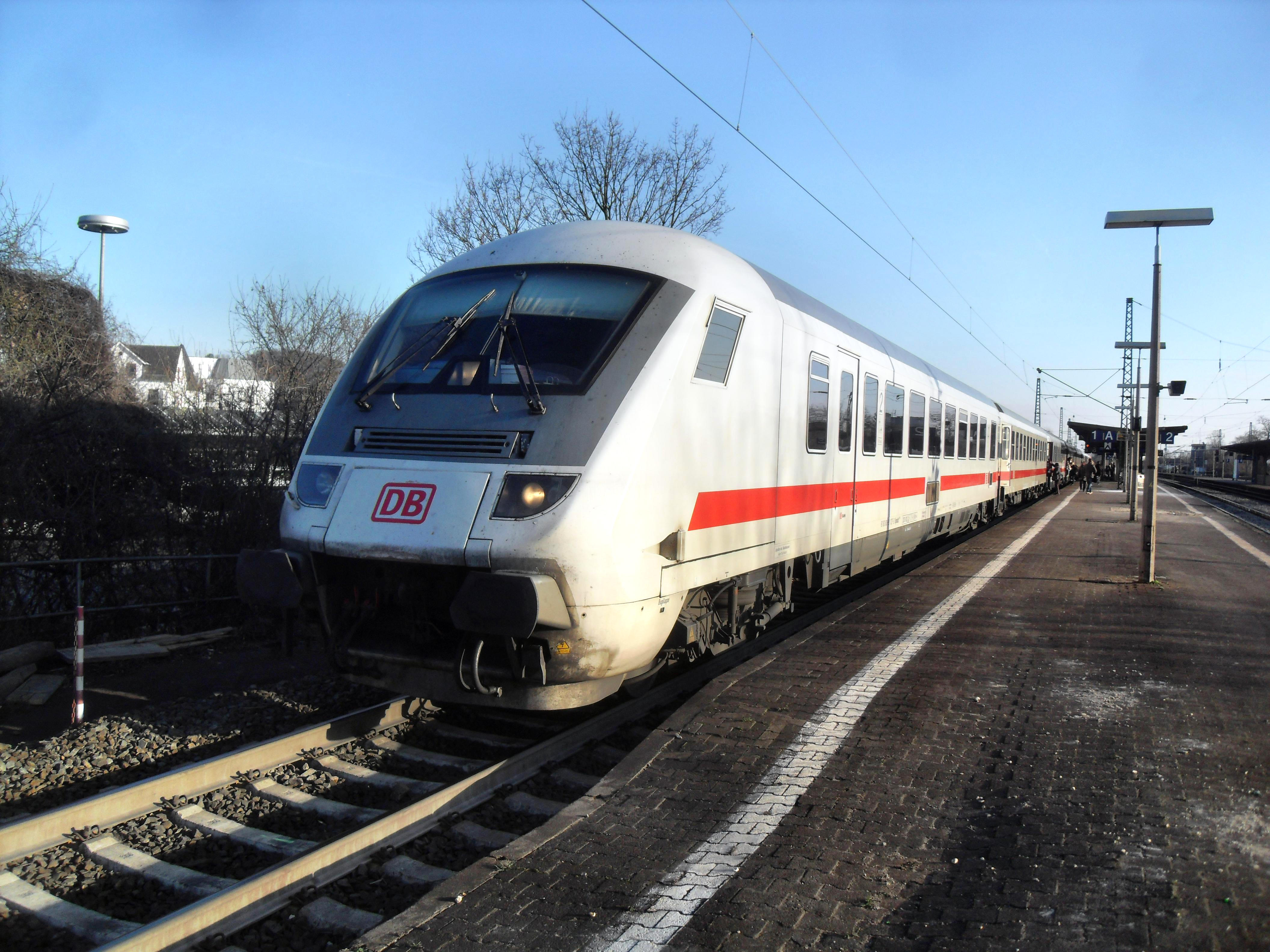
Intercity im Bensheimer Bahnhof auf dem Weg Richtung Frankfurt am Main (2009)

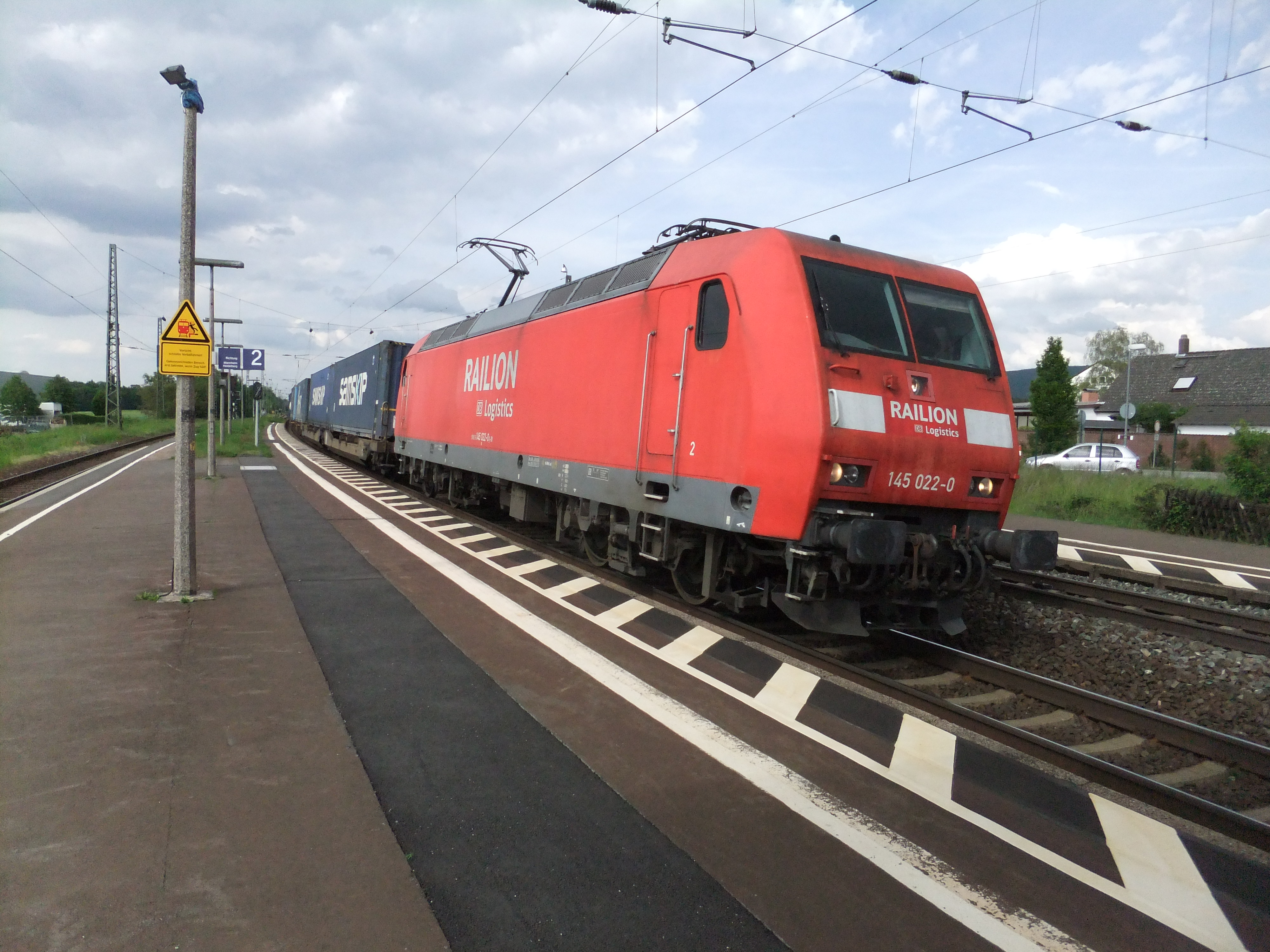
DB-Baureihe 145 mit Güterzug im Bahnhof Bickenbach (Bergstraße)

Heute teilt sich die Main-Neckar-Bahn den Nord-Süd-Schienenverkehr im unteren Oberrheintal mit der Riedbahn, die weiter westlich in der Rheinebene von Frankfurt (Goldstein) – unter Umgehung von Darmstadt – über Groß-Gerau nach Mannheim führt und der Bahnstrecke Mainz–Mannheim. Im Abschnitt zwischen Darmstadt und Mannheim/Heidelberg ist die Main-Neckar-Bahn an der Grenze ihrer Leistungsfähigkeit angelangt: 250 Züge täglich passieren die Strecke in jeder Richtung. Entlastung soll die geplante Neubaustrecke Rhein/Main–Rhein/Neckar bringen, die einen Teil des Schnell- und Fernverkehrs übernehmen und in Abschnitten ab dem Jahr 2028 in Betrieb gehen soll.

### Fernverkehr
| Betreiber      | Linie     | Linienverlauf | Takt                                  |
| -------------- | --------- | --- | ------------------------------------- |
| DB Fernverkehr | ICE/IC 26 | Hamburg-Altona – Hamburg – Lüneburg – Uelzen – Celle – Hannover – Göttingen – Kassel-Wilhelmshöhe – Wabern – Treysa – Stadtallendorf – Marburg (Lahn) – Gießen – Friedberg (Hess) – Frankfurt (Main) – Darmstadt – Bensheim – Weinheim (Bergstr) – Heidelberg – Wiesloch-Walldorf – Bruchsal – Karlsruhe | Zweistundentakt                       |
| DB Fernverkehr | IC/EC 62  | Frankfurt (Main) – Darmstadt – Bensheim – Weinheim (Bergstr) – Heidelberg – Stuttgart – Ulm – Günzburg – Augsburg – München – München Ost – Rosenheim – Prien am Chiemsee – Traunstein – Freilassing – Salzburg – Golling-Abtenau – Bischofshofen – St. Johann im Pongau – Schwarzbach-St. Veit – Dorfgastein – Bad Hofgastein – Bad Gastein – Mallnitz-Obervellach – Spittal-Milstättersee – Villach – Velden am Wörthersee – Pörtschach am Wörthersee – Krumpendorf – Klagenfurt (- Ljubljana – Zagreb) | Zweistundentakt (teilweise Kurswagen) |
| FlixTrain      | FLX 10    | Berlin Hbf – Erfurt Hbf – Frankfurt (Main) Süd – Darmstadt Hbf – Mannheim Neu-Edingen/Friedrichsfeld – Heidelberg Hbf – Stuttgart Hbf / Karlsruhe Hbf – Basel Bad Bf | täglich bis zu drei Züge pro Richtung |

Die Deutsche Bahn bedient mit ICE- und IC-Zügen stündlich die Bahnhöfe von Frankfurt und Darmstadt, häufig die Bahnhöfe von Bensheim, Weinheim und Heidelberg sowie ganz selten auch Heppenheim. Diese Züge stellen in Richtung Süden Verbindungen nach Karlsruhe und Stuttgart (teilweise auch nach Saarbrücken, Freiburg, Singen, Friedrichshafen oder München) her. Nach Norden fahren Züge bis nach Hannover und Hamburg, zum Teil auch nach Berlin und Westerland. Internationale Fernzüge (EC, RJ/RJX, einige IC) fahren bis nach Basel, Zürich, Salzburg, Linz, Wien, Graz, Klagenfurt und Zagreb. Außerdem werden häufig Fernzüge von der Riedbahn über die Main-Neckar-Bahn (ohne Halt auf den genannten Bahnhöfen) umgeleitet. Planmäßig verkehren auf dieser Strecke nur einzelne Fernzüge von oder nach Mannheim Hbf.
Flixtrain fährt mit Halt in Darmstadt Hbf, Neu-Edingen/Friedrichsfeld („Mannheim“) und Heidelberg Hbf über diese Strecke (Berlin – Frankfurt – Stuttgart/Basel).

### Nahverkehr
| Linie | Verlauf | Betreiber | Takt          |
| ----- | --- | --------- | ------------- |
| RE 60 | Frankfurt Hbf – Darmstadt Hbf – Bensheim – Weinheim – Ladenburg – Neu-Edingen/Friedrichsfeld – Mannheim Hbf                                      | DB Regio  | stündlich     |
| RB 61 | Frankfurt Hbf – Neu-Isenburg – Dreieich-Buchschlag – Rödermark – Dieburg                                                                         | DB Regio  | stündlich     |
| RB 66 | Darmstadt Hbf – Darmstadt-Eberstadt – Pfungstadt                                                                                                 | VIAS      | stündlich     |
| RB 67 | Frankfurt Hbf – Darmstadt Hbf – Bensheim – Weinheim – Ladenburg – Neu-Edingen/Friedrichsfeld (– Mannheim Hbf) / Schwetzingen (– Hockenheim)      | DB Regio  | stündlich     |
| RB 68 | Frankfurt Hbf – Darmstadt Hbf – Bensheim – Weinheim – Ladenburg – Neu-Edingen/Friedrichsfeld – Heidelberg Hbf – Wiesloch-Walldorf                | DB Regio  | stündlich     |
| RB 82 | Frankfurt Hbf – Darmstadt Nord – Groß-Umstadt-Wiebelsbach – Erbach (Odenw)                                                                       | VIAS      | stündlich     |
| S3    | Bad Soden (Taunus) – Frankfurt Hbf (tief) – Frankfurt Süd – Frankfurt-Louisa – Langen – Darmstadt Hbf                                            | DB Regio  | halbstündlich |
| S4    | Kronberg (Taunus) – Frankfurt Hbf (tief) – Frankfurt Süd – Frankfurt-Louisa – Langen                                                             | DB Regio  | halbstündlich |
| S 6   | Bensheim – Weinheim – Ladenburg – Neu-Edingen/Friedrichsfeld – Mannheim Hbf – Ludwigshafen (Rhein) Hbf – Frankenthal Hbf – Worms Hbf – Mainz Hbf | DB Regio  | stündlich     |
| S 7   | Hockenheim – Schwetzingen – Neu-Edingen/Friedrichsfeld – Heidelberg Hbf                                                                          | DB Regio  | ein Zugpaar   |

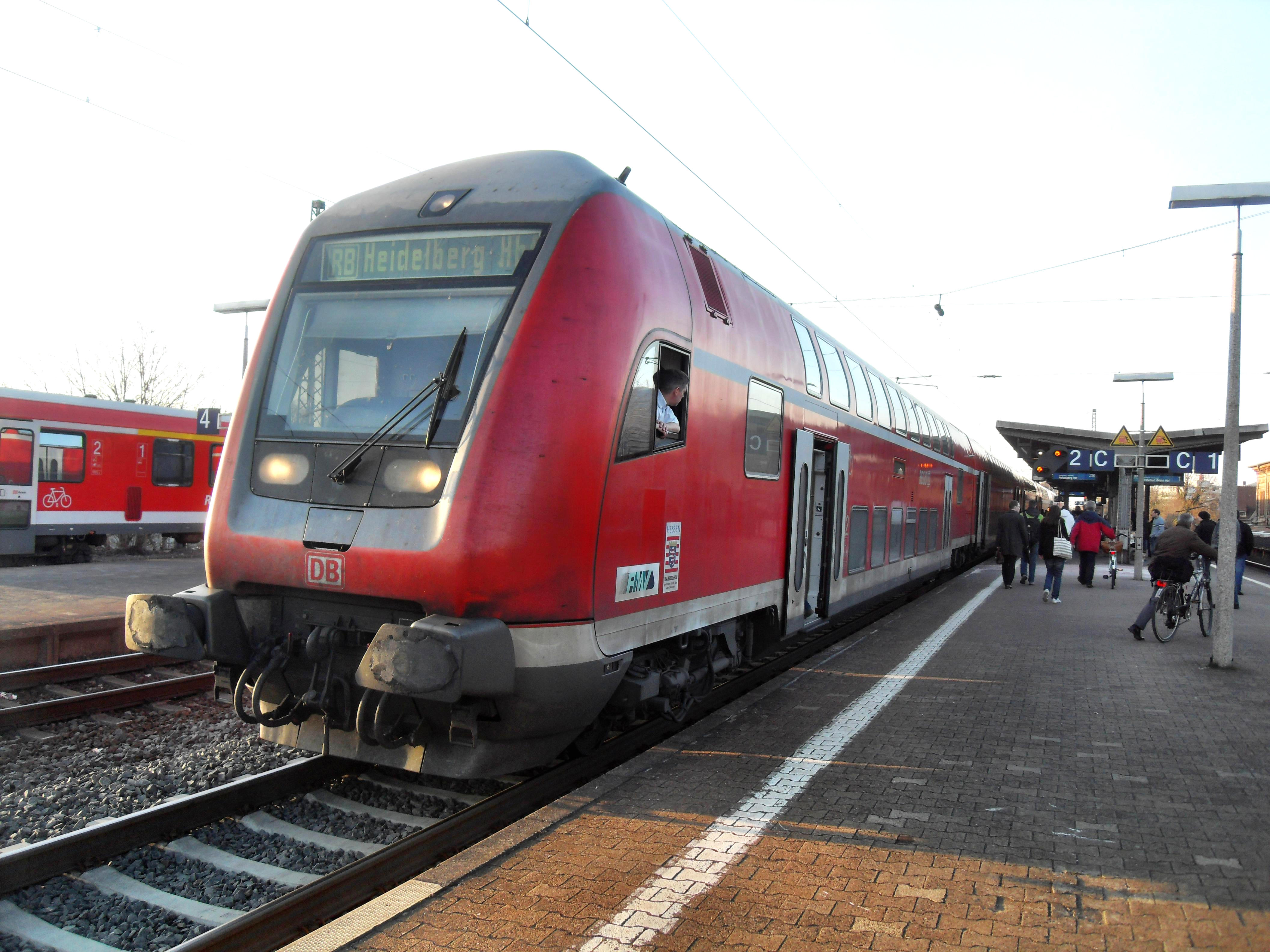
Regionalbahn im Bensheimer Bahnhof auf dem Weg nach Heidelberg Hbf (2009)

Unter der Bezeichnung „Main-Neckar-Ried-Express“ verkehrt zwischen Frankfurt Hbf und Mannheim Hbf ein stündlicher Regional-Express (RE 60), der nur in Langen, Darmstadt, Bickenbach, Zwingenberg, Bensheim, Heppenheim, Hemsbach, Weinheim Hbf, Ladenburg und Neu-Edingen/Friedrichsfeld hält.
Regionalbahnen der Linien RB 67 ((Mannheim–/Hockenheim–)Schwetzingen–Frankfurt) und RB 68 (Wiesloch-Walldorf–Heidelberg–Frankfurt) verkehren auf der Strecke. Zwischen Frankfurt und Darmstadt halten sie nur in Langen, anschließend fast an allen Bahnhöfen und Haltepunkten. Zwischen 5:00 und 0:00 Uhr verkehren die Züge stündlich, in den Stoßzeiten teilweise öfter. Sie treffen sich jeweils zur Knotenminute .00 in Bensheim und zur Knotenminute .30 im Darmstädter Hauptbahnhof. RB 67 und RB 68 werden im Bahnhof Neu-Edingen/Friedrichsfeld getrennt bzw. vereinigt und verkehren auf der Main-Neckar-Bahn gemeinsam als ein Zug.
Die DB Regio Mitte setzt seit dem Fahrplanwechsel im Dezember 2017 für beide Zugarten Twindexx-Triebwagen ein, die für diese Strecke erstmals als Baureihe 446 mit einer Einstiegshöhe von 76 cm gebaut wurden.
Die Regionalbahn-Linie RB 61 nutzt die Strecke zwischen Frankfurt Hbf und Dreieich-Buchschlag, die RB 66 zwischen Darmstadt Hbf und Darmstadt-Eberstadt. Züge der RB 82 (Odenwaldbahn) befahren die Strecke zwischen Frankfurt Hbf und Darmstadt-Arheilgen ohne Halt auf der Main-Neckar-Bahn.
Zwischen Bensheim und Neu-Edingen/Friedrichsfeld verkehrt seit Dezember 2018 die S-Bahn-Linie S6 der S-Bahn Rhein-Neckar (weiter nach Mainz Hbf). Zuerst wurden noch modernisierte Triebwagen der Baureihe 425 eingesetzt, die schon zuvor auf der gleichen Strecke als RB 60 fuhren. Heute werden Fahrzeuge vom Typ Siemens Mireo genutzt. Die Station Weinheim-Lützelsachsen wird dabei nicht von allen Zügen bedient.
Seit dem Fahrplanwechsel 2021/2022 am 12. Dezember 2021 verkehrt montags bis freitags frühmorgens ein Zugpaar der neuen S-Bahn-Linie S7 zwischen Hockenheim, Neu-Edingen/Friedrichsfeld und Heidelberg Hbf, welches im Bahnhof Neu-Edingen/Friedrichsfeld die Fahrtrichtung wechselt.
Die Linie S6 der S-Bahn Rhein-Main verkehrt zwischen Frankfurt-Louisa und Darmstadt Hbf entlang der Main-Neckar-Bahn auf einer eigenen Strecke.
Einzelne Züge der RB 69 (Weinheim–Fürth) werden ab Weinheim nach Mannheim oder Worms (und zurück) durchgebunden. Diese werden mit Triebwagen der Baureihe 622/623 gefahren und dienen auch der Werksanbindung der Fahrzeuge an das Betriebswerk Ludwigshafen.
Während der Generalsanierung der benachbarten Riedbahn im Januar sowie von Juli bis Dezember 2024, wo einige der sonst über die Riedbahn verkehrenden Fernzüge über die Main-Neckar-Bahn verkehren und so die Kapazität der ohnehin schon stark belasteten Strecke noch weiter einschränken, werden die Linien RE 60 und RB 67/68 durch die Linien RE 60 (Mannheim – Frankfurt) und RE 68 (Heidelberg – Frankfurt) ersetzt, welche an den wichtigsten Zwischenhalten der Main-Neckar-Bahn halten. Die kleineren Halte werden durch Ersatzbusse an die größeren Bahnhöfe angebunden.

### Güterverkehr
Den größten Teil des Verkehrs auf der Main-Neckar-Bahn macht der nationale und internationale Güterverkehr auf der Schiene aus. Viele Züge sind auf der Achse Genua–Rotterdam, ⁣⁣aber auch vom oder zum Rangierbahnhof Mannheim unterwegs. Ein Güterumschlag erfolgt an der Main-Neckar-Bahn nur noch in Darmstadt. Alle anderen früheren Güterbahnhöfe und Gleisanschlüsse an dieser Strecke wurden stillgelegt. Zur Überholung durch anderen Verkehr können die Güterzüge in vielen Bahnhöfen auf der Strecke ausweichen.

## Literarische Reflexion
- In der Darmstädter Lokalposse „Datterich“ von Ernst Elias Niebergall aus dem Jahr 1841 findet auch der projektierte Bau der Main-Neckar-Eisenbahn seinen Niederschlag. Dort spekulieren zwei der Protagonisten über deren Auswirkung auf Darmstadt:[51] „Knippelius. […] (zu Dummbach.) Wos ich Ihne schon lengst froge wollt, Herr Unkel! Ich hob mich letzt gestritte: is die Eisebahn e Nutze for Dammstadt odder net? (Was ich Sie schon längst fragen wollte, Herr Onkel! Ich hab’ mich kürzlich gestritten: Ist die Eisenbahn von Nutzen für Darmstadt oder nicht?)
Dummbach. E bedeidender Nutze, ohne Froog. Nemme-Se nor, wieviel reise dann an Dammstadt vabei, die wo sonst ihr Lebdaag net vabeigerahst wehrn? (Ein bedeutender Nutzen, ohne Frage. Nehmen Sie nur an, wie viele reisen denn an Darmstadt vorbei, die sonst ihr Lebtage nicht vorbeigereist wären?)“
- David Adolph Zunz, ein Reisender, der die Bahn 1848 nutzte, hat darüber Tagebuchaufzeichnungen hinterlassen.[52]

## Anhang Fahrzeugstatistik
| Anzahl der Wagen | Anzahl der Wagen | Anzahl der Wagen | Anzahl der Wagen | Anzahl der Wagen |
| ---------------- | ---------------- | ---------------- | ---------------- | ---------------- |
| Jahr             |                  |                  | Anzahl           |                  |
| 1846:66          | 1846:66          |                  | 252              | 252              |
| 1847             | 1847             |                  | 252              | 252              |
| 1848             | 1848             |                  | 252              | 252              |
| 1849             | 1849             |                  | 252              | 252              |
| 1850             | 1850             |                  | 252              | 252              |
| 1851             | 1851             |                  | 252              | 252              |
| 1852             | 1852             |                  | 252              | 252              |
| 1853             | 1853             |                  | 252              | 252              |
| 1854:80          | 1854:80          |                  | 287              | 287              |
| 1855             | 1855             |                  | 287              | 287              |
| 1856             | 1856             |                  | 287              | 287              |
| 1857             | 1857             |                  | 287              | 287              |
| 1858:81          | 1858:81          |                  | 307              | 307              |
| 1859:82          | 1859:82          |                  | 329              | 329              |
| 1860:82          | 1860:82          |                  | 341              | 341              |
| 1861:83          | 1861:83          |                  | 371              | 371              |
| 1862             | 1862             |                  | 371              | 371              |
| 1863:83          | 1863:83          |                  | 381              | 381              |
| 1864:83          | 1864:83          |                  | 388              | 388              |
| 1865             | 1865             |                  | 388              | 388              |
| 1866:84          | 1866:84          |                  | 407              | 407              |
| 1867:85          | 1867:85          |                  | 426              | 426              |
| 1868:85          | 1868:85          |                  | 443              | 443              |
| 1869:85          | 1869:85          |                  | 454              | 454              |
| 1870:86          | 1870:86          |                  | 462              | 462              |
| 1871:87          | 1871:87          |                  | 471              | 471              |
| 1872:87          | 1872:87          |                  | 508              | 508              |
| 1873:88          | 1873:88          |                  | 620              | 620              |
| 1874:88          | 1874:88          |                  | 652              | 652              |
| 1875:88          | 1875:88          |                  | 667              | 667              |
| 1876:89          | 1876:89          |                  | 682              | 682              |
| 1877:90          | 1877:90          |                  | 683              | 683              |
| 1878:90          | 1878:90          |                  | 689              | 689              |
| 1879:90          | 1879:90          |                  | 709              | 709              |
| 1880:91          | 1880:91          |                  | 718              | 718              |
| 1881:92          | 1881:92          |                  | 718              | 718              |
| 1882:92          | 1882:92          |                  | 719              | 719              |
| 1883:92          | 1883:92          |                  | 729              | 729              |
| 1884:92          | 1884:92          |                  | 739              | 739              |
| 1885:92          | 1885:92          |                  | 769              | 769              |
| 1886:93          | 1886:93          |                  | 755              | 755              |
| 1887:93          | 1887:93          |                  | 771              | 771              |
| 1888:93          | 1888:93          |                  | 774              | 774              |
| 1889:94          | 1889:94          |                  | 804              | 804              |
| 1890:94          | 1890:94          |                  | 903              | 903              |
| 1891:94          | 1891:94          |                  | 916              | 916              |
| 1892:95          | 1892:95          |                  | 925              | 925              |
| 1893:95          | 1893:95          |                  | 962              | 962              |
| 1894:96          | 1894:96          |                  | 962              | 962              |
| 1895:96          | 1895:96          |                  | 985              | 985              |
|                  |                  |                  |                  |                  |